# Atessa
Atessa (L'Atésse in dialetto atessano) è un comune italiano di 10 270 abitanti  della provincia di Chieti in Abruzzo.

## Geografia fisica

### Territorio

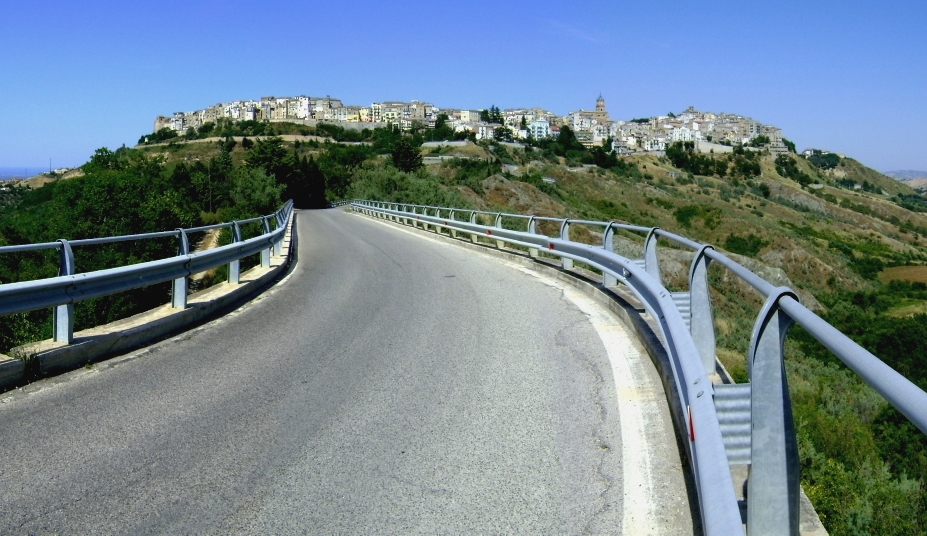
Veduta di Atessa.

Si trova nella bassa valle del fiume Sangro. La sua superficie, con i suoi 11 003 ettari, è la più estesa della provincia e comprende una piccola parte decentrata dal resto del territorio, un'exclave a sud del comune di Tornareccio. I promontori degradano dolcemente fino a raggiungere la vasta piana alluvionale del Sangro.
La quota minima è di 55 m s.l.m., a cui si giunge sulle rive del fiume, mentre quella massima è di 876 m s.l.m., nei pressi della località Fonte Campana, con un dislivello di oltre 800 metri: un passaggio dai caratteri di pianura a quelli di bassa, media e alta collina. L'altitudine della residenza comunale è di 435 m s.l.m.
L'abitato di Atessa si snoda sulla sommità di un rilievo dalla pianta a forma di mezzaluna, isolato sulla campagna circostante, il cui punto più alto è di 473 metri, presso la villa comunale.
I corsi d'acqua che solcano il territorio comunale sono numerosi, per lo più affluenti dei principali fiumi, il Sangro a ovest e l'Osento a est. Tra i principali tributari di essi possiamo ricordare il torrente Appello, il fosso Santa Barbara, il fosso San Carlo, il rio Falco e il torrente Ceripolle.
Il sottosuolo consiste in uno degli ultimi crinali in cui si trovano antichi depositi sabbiosi stratificati, visibili nei numerosi affioramenti delle scarpate, con un tipico colore giallo ocra. Questi sedimenti, testimonianza della permanenza della fascia costiera in questo luogo e la seguente regressione del mare tra la fine del Pliocene e l'inizio del Quaternario, poggiano su terreni argillosi (argille grigio-azzurre), frutto della sedimentazione in mare aperto di materiali terrigeni. Sono così costituite le ampie colline, sulle quali si trovano la maggioranza delle contrade, collegate da una fitta rete di strade secondarie a quelle più importanti del fondovalle.

## Origini del nome
Il nome deriva dall'unione di due centri abitati: Ate e Tixa.

## Storia
Le origini di Atessa secondo alcune fonti risalgono al V secolo d.C. dopo la caduta dell'Impero romano d'Occidente.
Nel 1059 risulta tra i possedimenti della diocesi di Chieti, come si legge nella bolla di conferma dei privilegi inviata da papa Niccolò II al neoeletto vescovo teatino Attone.

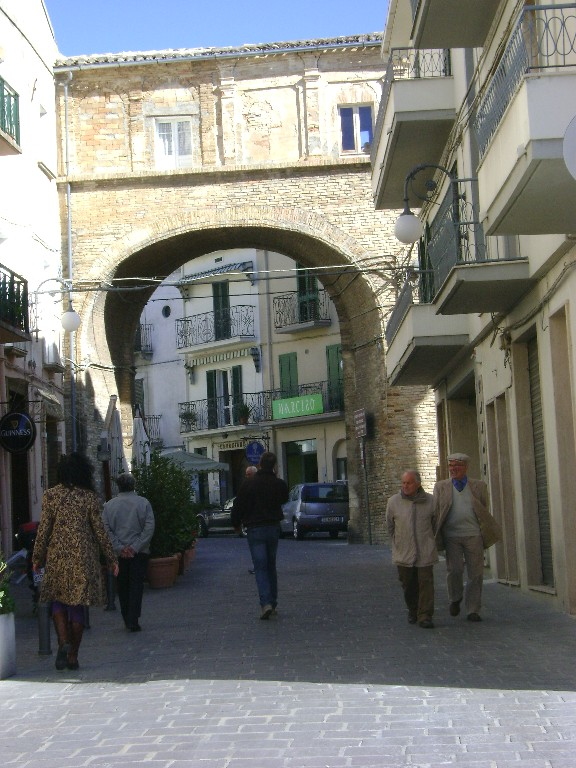
Veduta della Nuova Porta San Nicola, parte della cinta muraria

In seguito fu feudo di vari signori tra cui dei Courtenay o Cortinaccio, di Filippo di Fiandra, dei Maramonte, del conte di Monteodorisio, del re Ferrante e dei Colonna.
Dopo l'eversione del feudalesimo il territorio versò in miseria.
Successivamente si ebbe una breve ripresa sotto il casato dei Borbone, ma una successiva epidemia di colera che colpì il paese tra il 1816 e il 1817 portò di nuovo il paese in miseria.
Nel 1860 la cittadinanza partecipò con grande entusiasmo all'unità d'Italia ma, in seguito, dovette fare i conti col brigantaggio.
Nella prima metà del XX secolo il paese partecipò alle due guerre mondiali perdendo 135 paesani nella prima e 79 militari e 21 civili nella seconda guerra mondiale.
In seguito, negli anni settanta e ottanta del XX secolo, la zona subì una radicale trasformazione economico-sociale per via dello sviluppo industriale della Val di Sangro.

### Simboli
Lo stemma e il gonfalone sono stati concessi con decreto del presidente della Repubblica del 6 gennaio 1961.
Il gonfalone è un drappo partito di giallo e di azzurro.

## Monumenti e luoghi d'interesse

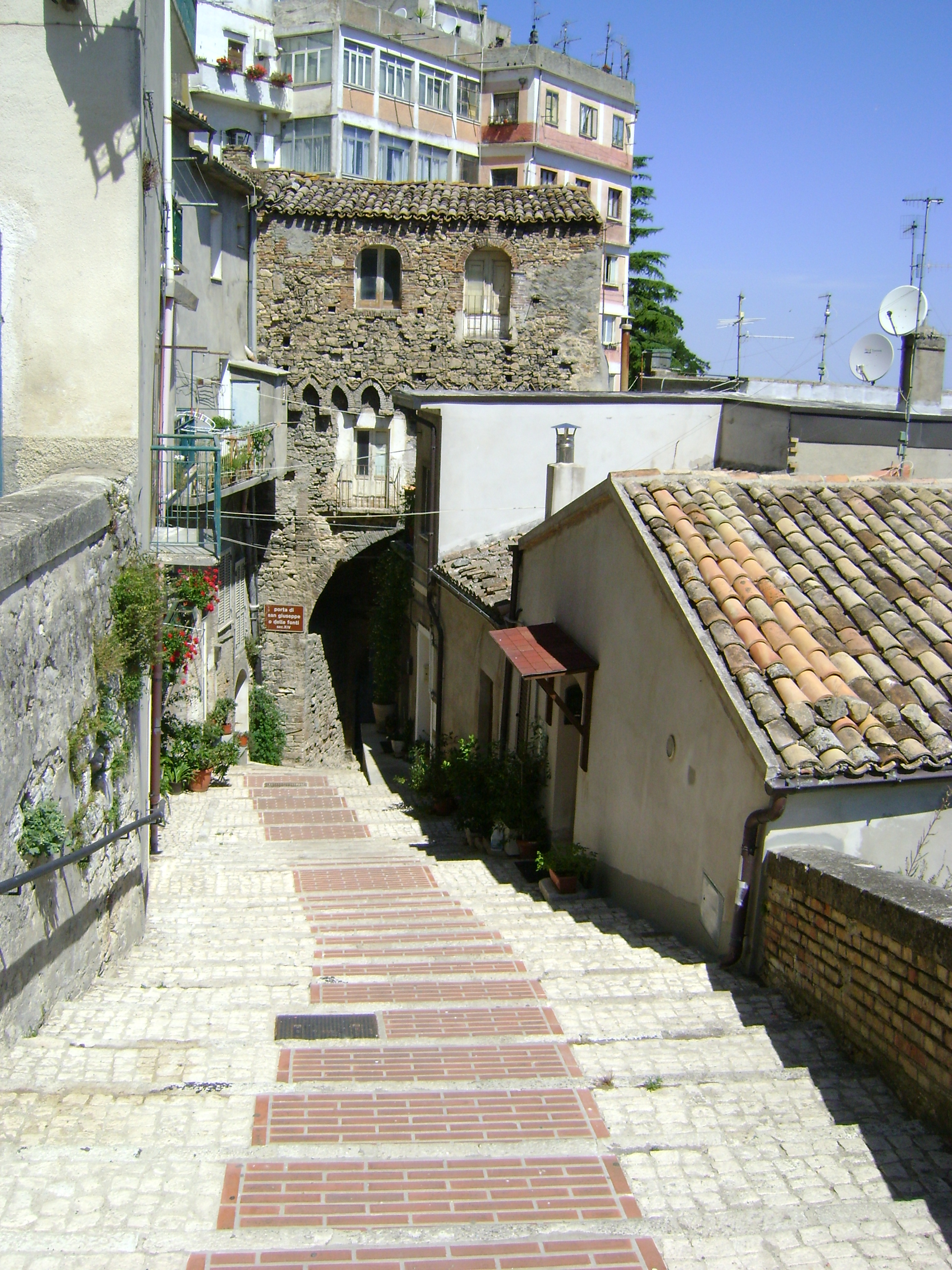
Via Fontana Vecchia e Porta San Giuseppe

Atessa è la seconda città della Val di Sangro meglio conservata al livello architettonico dopo Lanciano, mostrando ancora oggi tracce evidenti del passato medievale, nei palazzi, nei vicoli e nelle chiese, insieme all'aspetto attuale collocabile alla metà del XVIII secolo, quando numerose strutture vennero riedificate con il cotto, seguendo lo stile tardo-barocco.

Il centro storico si presenta come il risultato di un processo di conurbazione di due opposti insediamenti di origine longobarda (VI secolo), ossia "Ate - Tixa", corrispondenti agli attuali rioni di Santa Croce e San Michele, con al centro il nodo di saldatura rappresentato dal duomo di San Leucio, e dai sobborghi attorno agglomerati. La tipica struttura elicoidale di questi antichi insediamenti tradiscono i processi di espansione e ampliamento che si sono avvicendati nel corso dei secoli. 
 Il quartiere di Santa Croce, ossia Tixa (lato nord) si ramifica a mo' di fuso intorno a piazza Castello, riferimento a un'antica struttura fortilizia legata alla chiesetta di San Pietro, individuata nella "casa De Marco", benché oggi ampiamente rimaneggiata. L'anello più esterno, costituito dall'attuale via Menotti de Francesco, raccorda largo Municipio (già piazza Mercato) con piazza Santa Croce dove si affaccia l'omonima chiesa di antichissime origini, costituita da una torre di guardia sulla destra che è anche campanile.
Lungo il percorso dell'arteria stradale si comprende l'antico disegno del circuito murario, dove sono presenti le chiese della Madonna della Cintura, Porta Santa Margherita, poi degli slarghi e muraglioni che interrompono la cortina delle case.
Il borgo di Ate a sud di San Leucio, evidenzia la struttura a chiocciola che culmina in largo Torretta, parte più alta dove si trova una torretta di controllo, molto ribassata rispetto alla struttura originaria. 
La chiesa principale è quella di San Michele, ampiamente rimaneggiata nel XIX secolo in stile neoclassico. Le case sono racchiuse attorno a questi due punti cardinali, e l'accesso è dato da Porta San Michele. Nel corso dei secoli il villaggio si è sviluppato fino a lambire a nord il vialone del corso Vittorio Emanuele, e a est il viale Duca degli Abruzzi, che degrada in piazza Garibaldi, o piazza del Mercato Nuovo. 
Il quartiere include vari palazzi storici, come Palazzo Spaventa, e le chiese di San Rocco, Santa Maria Addolorata e San Giovanni. Possedeva anche la chiesa di San Nicola, posta presso Arco 'Ndriano, in mezzo al corso.

### Architetture religiose
- Duomo Cattedrale di San Leucio (XIII-XVIII secolo): secondo le fonti la chiesa esisterebbe già dall'874 d.C., come scrisse lo storico Tommaso Bartoletti. Nel 1096 il Conte normanno Drogone (detto Tasso, o Tassone, o Tascione), fratello di Roberto I di Loritello con il quale governava l'Abruzzo adriatico, la restituisce al Vescovo di Chieti Rainolfo[12]. Altre notizie si hanno con il restauro gotico della facciata della chiesa, datato 1312[13] presso il portale, realizzato forse da Francesco Petrini di Lanciano, sormontato dall'agnello crocifero e le rappresentazioni simboliche dei Quattro Evangelisti. Prima del restauro del 1935 gli Evangelisti si trovavano sopra il rosone a raggiera, e non nella collocazione attuale. Prima dei restauri la chiesa si presentava con un impianto basilicale a tre navate con arcate ogivali impostati su pilastri.

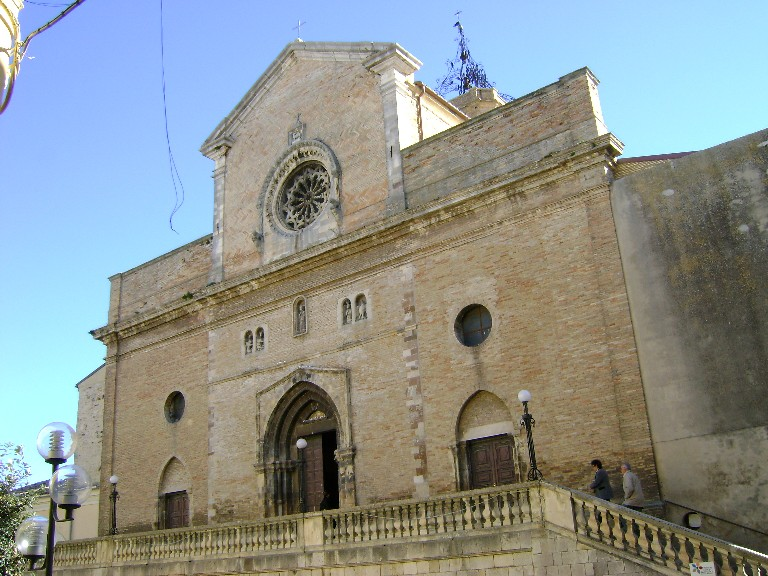
Facciata gotica del Duomo

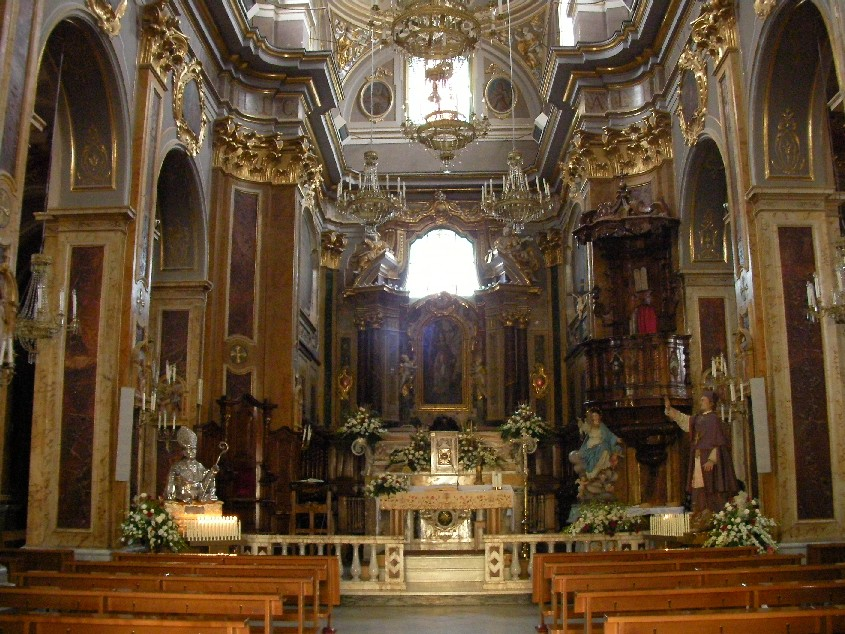
Interno barocco del Duomo

L'altare maggiore con baldacchino venne realizzato nel 1596 da Antonio Parvolo e Giambattista Cerignola, e l'interno fu completamente trasformato in cinque grandi navate a partire dal 1750, quando venne realizzato anche il campanile, e completata la facciata a forme curvilinee, smantellate nel 1935. Proprio l'accrescimento continuo dell'edificio spiegherebbe la soluzione di un prospetto che non dichiara le due navate laterali, inglobate in costruzioni attigue, con un settore centrale con terminazione a capanna e due settori laterali conclusi da alto attico con gli accessi per le altre navate. 
La facciata è divisa in due parti da cornice, sorretta da lesene poste negli angoli, con al centro un rosone a raggiera che sovrasta il portale gotico con forti strombature. Altri due portali laterali minori hanno sempre l'aspetto gotico. La statua di San Leucio si trova appena sopra il portale, tra le due coppie di nicchie degli Evangelisti. 
L'interno a cinque navate mostra una partitura in stucco sontuosamente barocca, con capitelli corinzi dorati che sovrastano le paraste. 
L'abside è decorata da un affresco che fa parte del ciclo del "Divin Sacramento", più sobrie sono le decorazioni delle navate laterali, le prime coperte da volte a crociera, le altre da volte a vela. L'organo ligneo è stato realizzato dalla famiglia Mascio di Atessa nel '700, così come il pulpito, il coro e la cattedra episcopale. Di pregio si trovano un ostensorio del 1418 di Nicola da Guardiagrele, sempre dell'artista un busto dorato di San Leucio, il reliquiario della leggendaria "costola del drago" ucciso dal santo. 
Tra i dipinti figurano gli episodi tratti dal Vecchio e Nuovo Testamento presenti sulle pareti, opera di Teodoro Lanciano, entro i medaglioni della navata centrale, l'abside ha i dipinti degli Apostoli, mentre presso la cupola sopra il transetto ci sono i Dottori della Chiesa. Incastonate tra i fastigi delle mostre d'altare ci sono delle tele ottocentesche come il "Battesimo di Cristo - San Giuseppe e Gesù Bambino - Martirio di San Bartolomeo".
- Chiesa di Santa Croce (XIV secolo): la data di fondazione è incerta, ma data la sua antichità insieme a quella del quartiere longobardo, si ipotizza esistesse già dal VII secolo. Lo storico Bartoletti riferisce che la prima citazione della chiesa risale al 1027, con annessa la casa dei confratelli di Santa Croce, i quali assistevano i pellegrini. Nel XII secolo la chiesa subì varie modifiche, e vennero realizzati due contrafforti esistenti ai lati d'ingresso, altri importanti lavori ci furono nel corso del XIV secolo, dando all'edificio l'aspetto di aula rettangolare a navata unica, contestualmente sulla facciata vennero realizzati il portale gotico e il rosone a raggiera.[14]

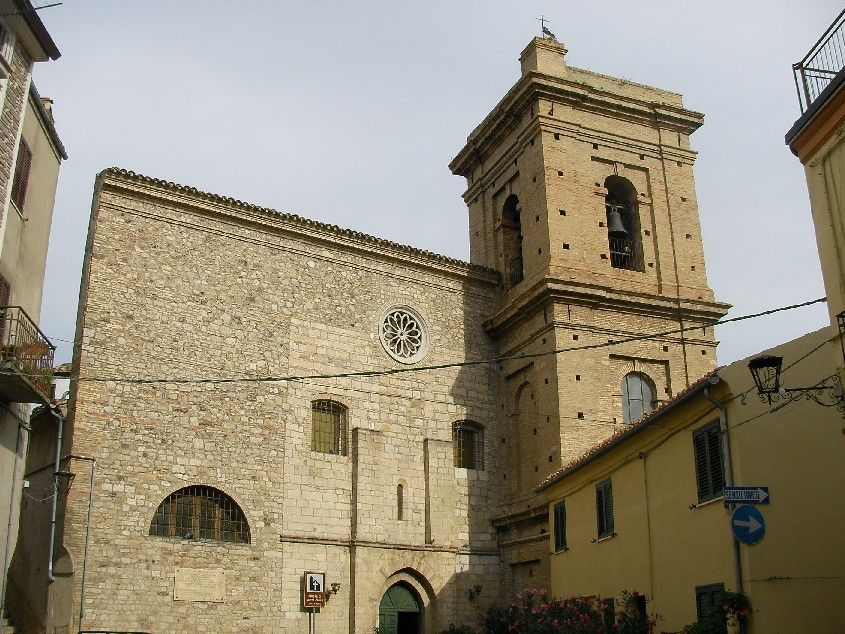
Chiesa di Santa Croce

Le due navate laterali vennero realizzate nel XVI secolo, e tutta l'area interna venne modificata in stile barocco nel secolo successivo. Per motivi statici nell'800 vennero realizzati dei poderosi contrafforti laterali con arcate a tutto sesto, ancora oggi visibili. La facciata in pietra a terminazione piana presenta sulla destra il corpo massiccio del campanile a torre di guardia. Il nucleo centrale con cortina muraria in conci di pietra, si presenta orizzontalmente diviso in due parti da una piccola cornice, in esso si apre il portale gotico aggettante, con due contrafforti laterali. In asse col portale si aprono una monofora di pietra e più sopra il rosone a raggiera.
All'interno i pilastri sono connotati da un ordine gigante di paraste composite a sostenere una trabeazione che corre lungo tutta la navata, su cui si imposta la volta a botte lunettata, ripartita da costoloni posti in corrispondenza delle suddette paraste. Le navate laterali sono coperte da piccole cupole, impostate su pennacchi decorati da stucchi. La navata di destra termina con cappella dedicata alla Vergine Immacolata, decorata da cassettoni lignei al soffitto; entrambe le pareti della cappella ospitano altari decorati da intonaci e stucchi. Arredi di rilievo sono l'organo ligneo settecentesco, posto sopra la cantoria della controfacciata, decorato con simboli della Croce di Cisto, e i paliotti dei due altari laterali, opera di Francescantonio Cardona, raffiguranti la "Croce" (1703) e la "Madonna del Carmine" (1706).

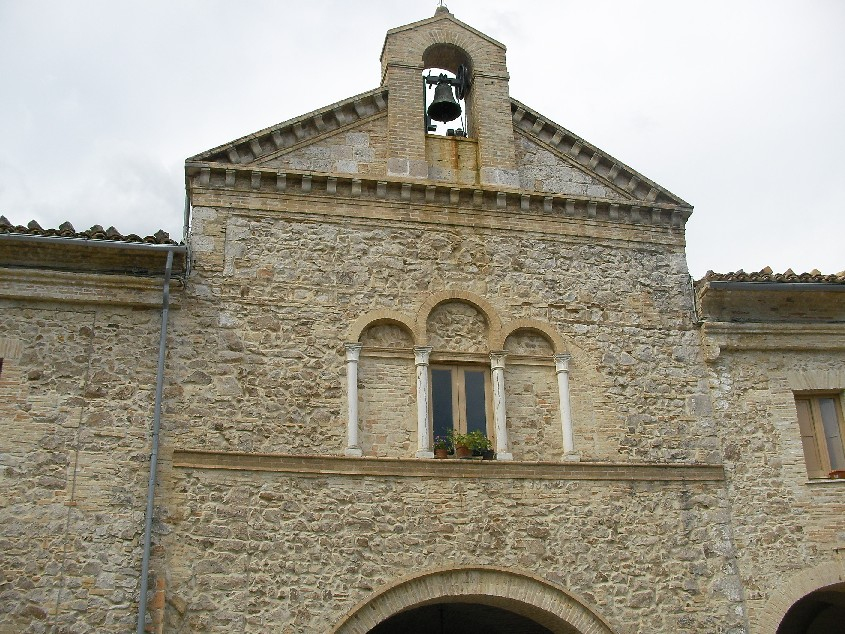
Facciata del convento di Vallaspra

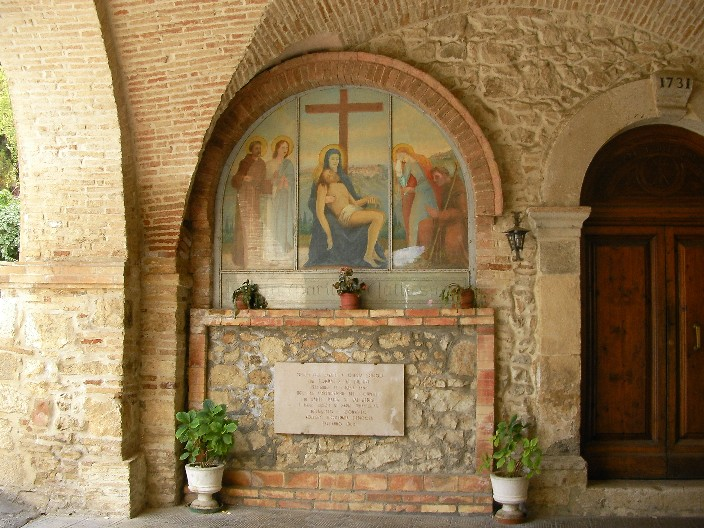
Affresco della Deposizione presso il portico d'ingresso al convento

- Convento di San Pasquale e chiesa di Santa Maria degli Angeli (1408-1431): si trova in contrada Vallaspra, e sarebbe stato realizzato nel 1430 da frate Tommaso da Firenze sopra una piccola cappella della Cona della Madonna. Da una pergamena del 1762 custodita nella biblioteca conventuale, si ha notizia di due importanti interventi di ristrutturazione avvenuti nel 1666 e nel 1700, forse anche per la destinazione a lanificio del monastero. Dopo il 1860 il convento meno la chiesa di Santa Maria degli Angeli divenne di proprietà comunale e versò in abbandono.[15] I lavori di restauro iniziarono nel 1936, quando nel 1925 crollò il campanile a torre, e la chiesa venne data a dei frati missionari. Oggi il monastero si presenta con l'aspetto del restauro degli anni '30, con la facciata in pietra a terminazione piana, con il piccolo campanile a vela presso l'architrave. Il convento fu realizzato con conci di pietra irregolari, riservando il laterizio solo alle paraste, alle arcate, alle volte a crociera del portico di ingresso e l'ingresso al chiostro. Sulla parete di fondo del porticato rettangolare è ancora visibile un affresco rinascimentale della Pietà con i lati quattro santi: San Francesco d'Assisi, Maria Maddalena, Sant'Antonio di Padova. La facciata è bipartita orizzontalmente da una cornice, il livello inferiore è segnato da un grande arco che introduce al portico, al livello superiore poggia una trifora con archi a tutto sesto, e in conclusione l'architrave triangolare con il campanile. Lo spazio interno è scandito da paraste giganti, con capitelli dorati che sorreggono una trabeazione continua, che corre lungo tutto il perimetro; un grande arco a tutto sesto separa la navata principale, coperta da soffitto barocco a cassettoni, dall'abside, coperta da calotta emisferica impostata su pennacchi e affreschi. Una serie di archi a tutto sesto divide la navata maggiore dalla seconda più piccola, mentre sulla destra si apre una grande cappella dedicata a San Pasquale, di cui si conserva il reliquiario in legno con i resti di Santa Liberata martire, e di altri reliquiari minori con i resti del beato Tommaso da Celano e San Pasquale Baylon. Di interesse nella chiesa una scultura cinquecentesca in terracotta di San Francesco; il convento è a pianta quadrangolare, con chiostro interno ad arcate con pozzo, e orto gestito dai monaci, e biblioteca.

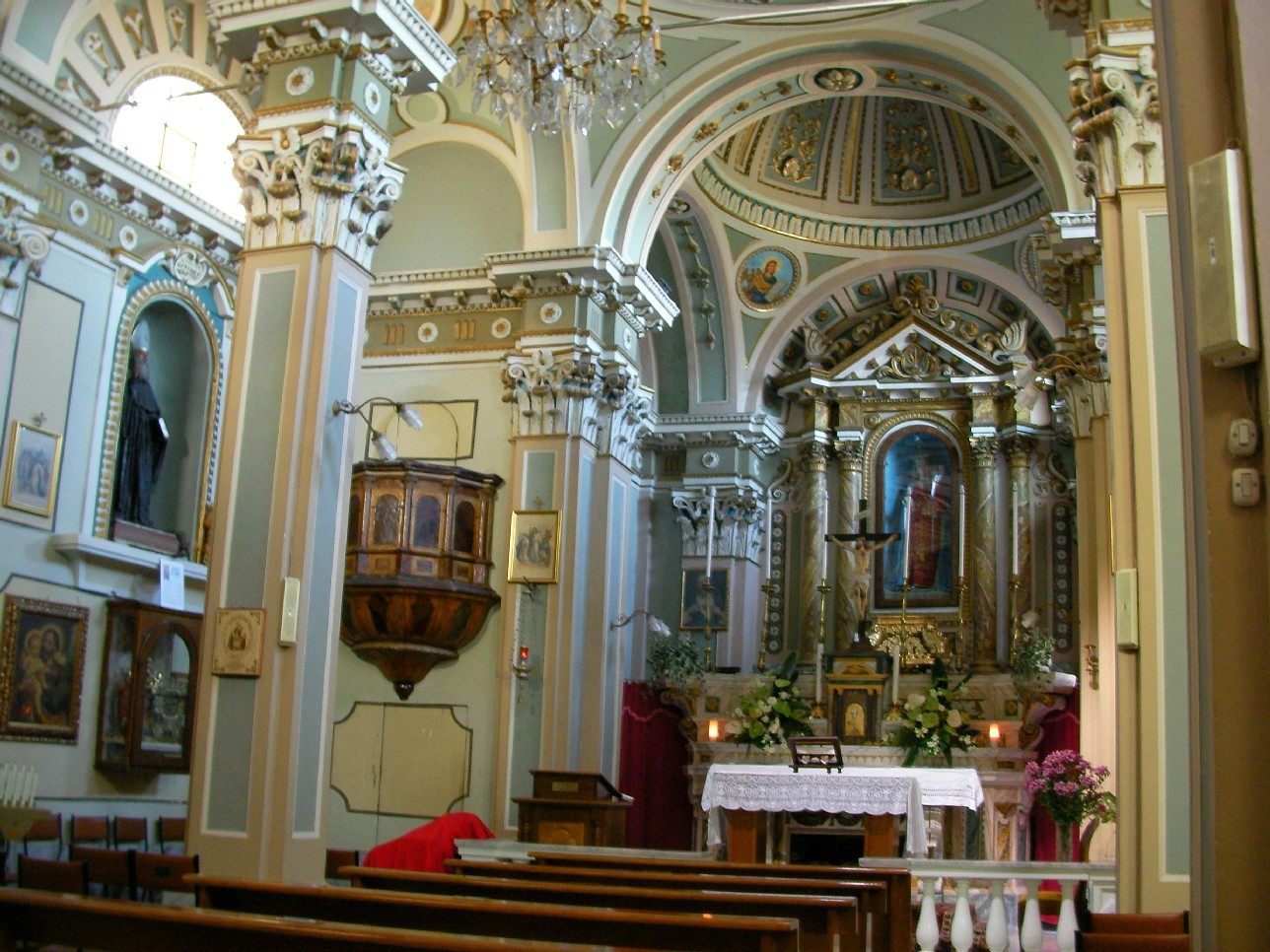
Interno della chiesa della Madonna Immacolata della Cintura

- Chiesa della Madonna della Cintura o Santa Giusta (XIV secolo): si trova nel quartiere Santa Croce, ed è divisa in chiesa superiore dedicata a Santa Giusta, o Madonna della Cintura, e parte inferiore alla "Madonna dei Raccomandati". Il complesso fu edificato nel XIV secolo, nel 1545 venne redatto un inventario dei beni della chiesa inferiore, e nello stesso anno nacque la confraternita dei Raccomandati. L'iscrizione sul portale di accesso alla chiesa di Santa Giusta testimonia che nel 1576 ci fu un restauro grazie al contributo di Bernardino Innamorato, mentre fonti bibliografiche attestano che gli inizi del '700 fu restaurata la chiesa superiore e in quell'occasione si arricchì l'interno con arredi lignei provenienti dalla fatiscente chiesa di Santa Giusta.[16] La chiesa si caratterizza per le essenziali linee architettoniche del prospetto in cui gli unici elementi degni di nota sono il portale rinascimentale in pietra e il particolare campanile triangolare. L'edificio è costituito da due ambienti, la chiesa dei Raccomandati e la chiesa superiore di Santa Giusta; costretta dagli edifici circostanti, essa presenta una pianta a sviluppo longitudinale con accesso laterale sul lato lungo e caratteristica inclinazione dei muri a convergenza dell'altare. L'interno è caratterizzato da una ricca decorazione barocca in stucchi policromi, presentando un impianto a tre navate divise da pilastri in cui la navata centrale è coperta da una cupola ellittica decorata a cassettoni, con lanterna centrale a pianta dodecagonale, e aperture ad arco acuto inquadrate su colonnine, impostata su quattro pilastri cruciformi con capitelli corinzi sormontati da dado. Le navate laterali risultano coperte da volte a vela su base trapezoidale, e ricevono luce dalle finestre semicircolari aperte nei muri perimetrali; l'abside è invece coperta da cupola semisferica su base quadrata.

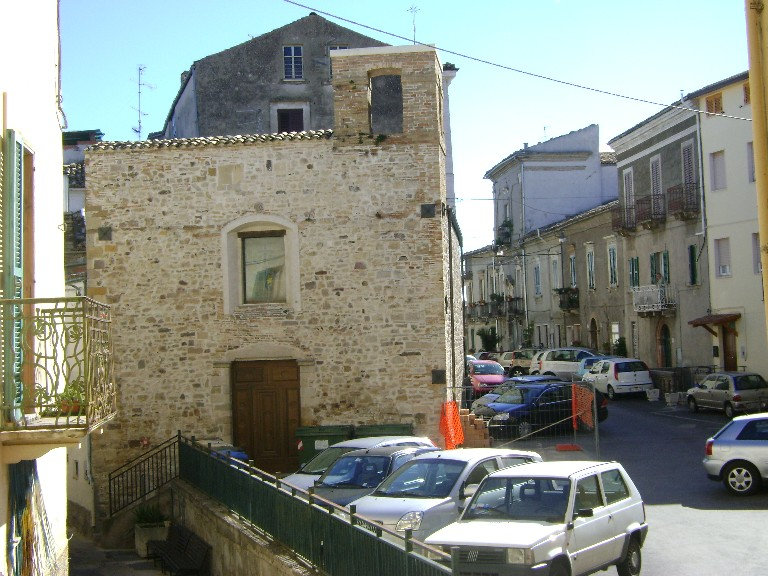
Chiesetta di San Pietro

- Chiesa di San Pietro (1467): è una delle chiese più antiche di Atessa, situata in Largo Castello. Risalirebbe al XIII secolo, ma fu rimaneggiata più volte, e testimonianze del suo antico passato si ricavano dai piedritti del portale trilitico. Nel 1467 furono eseguiti lavori di restauro che modificarono pesantemente la chiesa. Nel XVIII secolo venne realizzata la sacrestia, utilizzando materiali dalla chiesa di Santa Giusta, oggi demolita. La facciata ha terminazione piana, con simmetria interrotta dalla presenza sulla destra del campanile. Oggi la chiesa è sconsacrata, adibita a sala convegni.

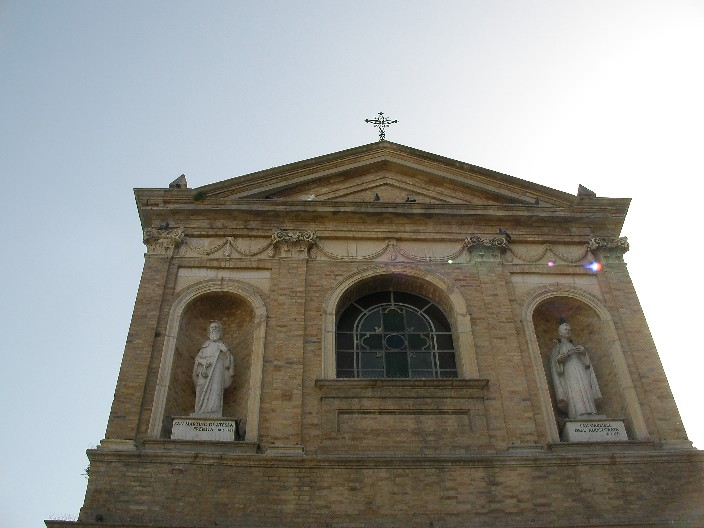
Facciata della chiesa di Maria SS. Addolorata

- Chiesa della Madonna Addolorata (1952): si trova in Piazza Oberdan; le prime notizie relative alla chiesa si hanno dal XVI secolo, quando dopo la peste del 1525 il monsignor Tommaso Mennilla istituì la Confraternita della Morte nella chiesa di San Bartolomeo, con il compito di provvedere alla sepoltura dei meno abbienti nella chiesa dell'Addolorata. Nel 1740 la confraternita cambiò nome, e la chiesa acquisì molto potere. Nel 1943 venne danneggiata seriamente e restaurata seguendo filologicamente l'antico progetto nel 1952. L'edificio ha una semplice planimetria a navata unica rettangolare, con terminazione absidale semicircolare, cui corrisponde un altrettanto semplice prospetto terminante a timpano, realizzato in laterizio, ad eccezione delle pareti del basamento, e degli elementi decorativi quali capitelli, cornici e fregi, in pietra. La facciata è articolata in due livelli separati da cornicione, tripartita verticalmente da lesene su basamento in pietra, concluse al primo livello da semplici capitelli rettangolari scanalati, che riprendono il motivo decorativo del triglifo. Nel settore centrale il semplice ingresso architravato è sormontato da specchiatura rettangolare, decorata da lapide scolpita con richiami religiosi. Il livello superiore impostato su un alto attico, è più ricco de decorazioni, con lesene conclude con capitelli corinzi che inquadrano due nicchie contenenti le statue di San Martino da Atessa e San Gabriele dell'Addolorata. L'interno è riccamente decorato da pennacchi e festoni, con un soffitto a cassettoni con scene dipinte, mentre sulle pareti laterali ci sono nicchie con statue. L'altare centrale mostra la statua lignea dell'Addolorata, di interesse anche il pulpito ligneo e il lettorino accuratamente scolpito in legno policromo con figure di santi.
- Chiesa di San Vincenzo Ferrer (1847): si trova in contrada Montemarcone, e simboleggia l'eredità spirituale della storica chiesa di San Silvestro, che si trovava a poca distanza, sopra un colle sovrastante Piazzano. La chiesa fu realizzata nel 1847 ma l'aspetto attuale è frutto di un restauro molto invasivo del dopoguerra, che ha cambiato completamente l'aspetto esterno, arricchendolo di uno strato di intonaco, di un portico di accesso simile a quelli delle chiese romaniche, e di un campanile a vela con tre archi. La chiesa prima di ciò era un rozzo edificio a pianta rettangolare con blocchi di pietra irregolari, una facciata anonima, e con campanile a torretta.Internamente i muri perimetrali della navata unica sono movimentati da una serie di paraste con capitelli corinzi decorati, che sostengono una trabeazione molto sporgente. Di interesse solo le statue lignee dei santi principali, tra le quali la storica statua di San Silvestro.

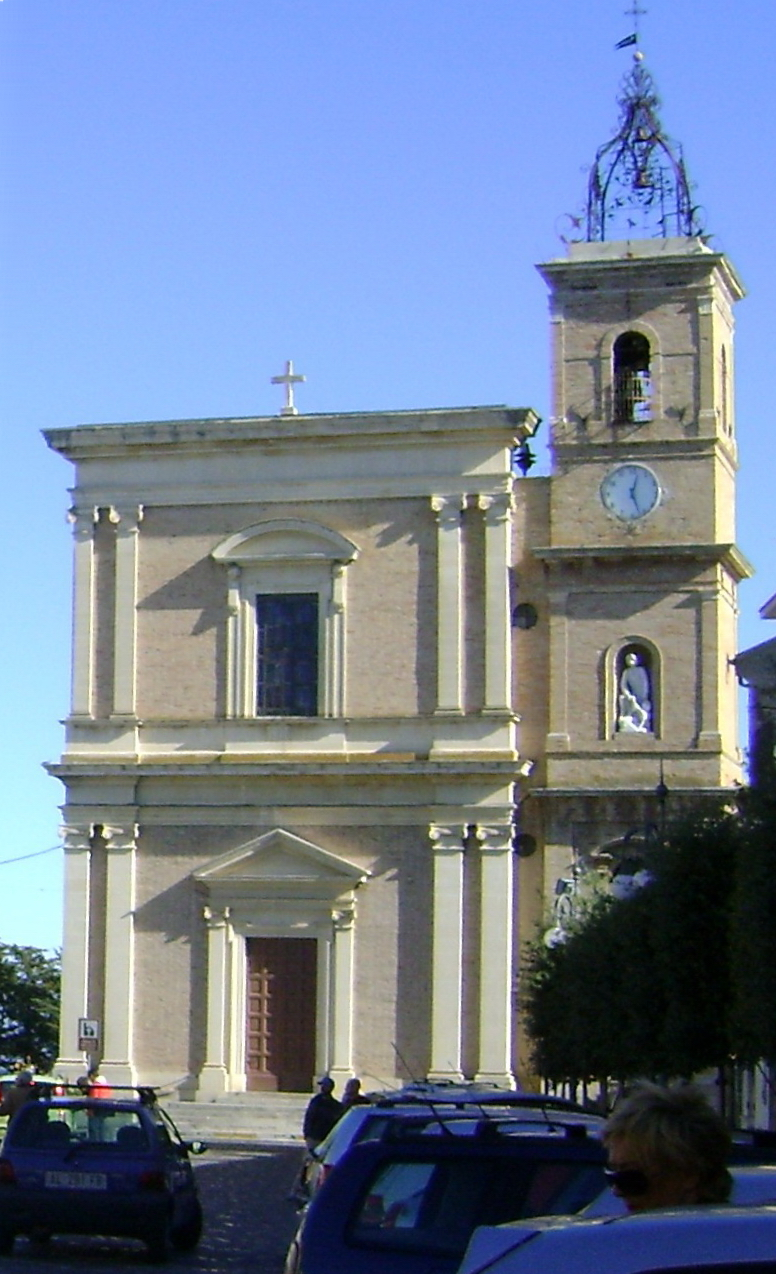
Chiesa di San Rocco

- Chiesa di San Rocco (XVI secolo) : la chiesa era in passato dedicata alla Madonna del Carmine, con annesso convento ancora in parte conservato perché fu la prima sede dell'ospedale di Atessa. Il monastero fu fondato nel 1603, successivamente soppresso nel XIX secolo, quando la chiesa cambiò intitolazione. La facciata volge su Piazza Garibaldi, è bipartita orizzontalmente da alta trabeazione ed è inquadrata da un doppio ordine di paraste binate. L'ingresso è inquadrato da due paraste ioniche coronate da frontone triangolare, il secondo livello è dominato da un finestrone centrale a timpano curvilineo, il campanile laterale è una grande torre con la sommità decorata da gabbia metallica in ferro battuto lavorato, e al livello mediano ospita una nicchia con la statua novecentesca di San Rocco e il cane. L'interno a navata unica ha le decorazioni tipiche del tardobarocco, con stucchi dorati e altari policromi; i muri perimetrali sono arricchiti dalla presenza di altari minori. Un ordine architettonico di paraste scandisce verticalmente la navata centrale, la trabeazione aggettante segna l'imposta a volta a botte lunettata, marcata da cornici con figure religiose racchiuse in giochi di geometrie.

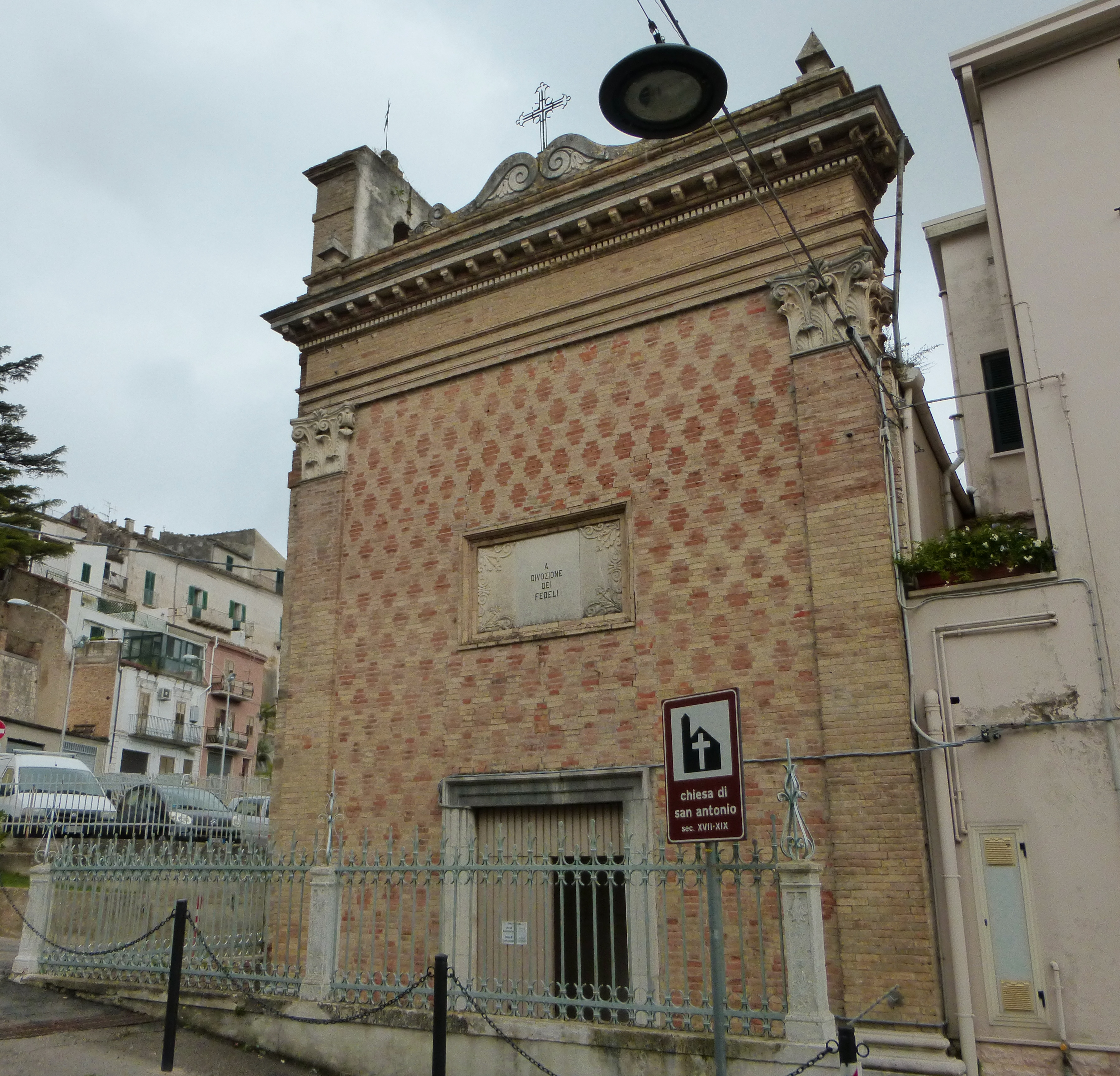
Chiesa di Sant'Antonio Abate

- Chiesa di Sant'Antonio Abate (XIV secolo ? - XX secolo): su fondata appena fuori dalle mura, a ridotto dell'ex convento delle Clarisse. Probabilmente la chiesa ha origini antiche, ma non si hanno documenti sufficienti, se non la lettura dell'esterno della chiesa stessa, che divenne la parrocchia di un piccolo borgo fuori Atessa, detto ancora oggi "Borgo Sant'Antonio". Nel Novecento la chiesa è stata oggetto di corposi interventi di restauro, ad opera dello stuccatore Giovanni Fagnani (1902), presenta la facciata rettangolare in laterizio, inquadrata da due paraste nei campi estremi, con capitelli corinzi, che reggono una semplice trabeazione, conclusa in alto da un piccolo coronamento a volute e altre decorazioni a losanghe con la bicromia dei mattoni in ocra e rosso. L'interno a navata unica ha la volta a botte, riccamente decorata con stucchi barocchi, mentre l'altare presenta una copertura del soffitto a cupola emisferica su pennacchi, con gli affreschi dei Quattro Evangelisti.

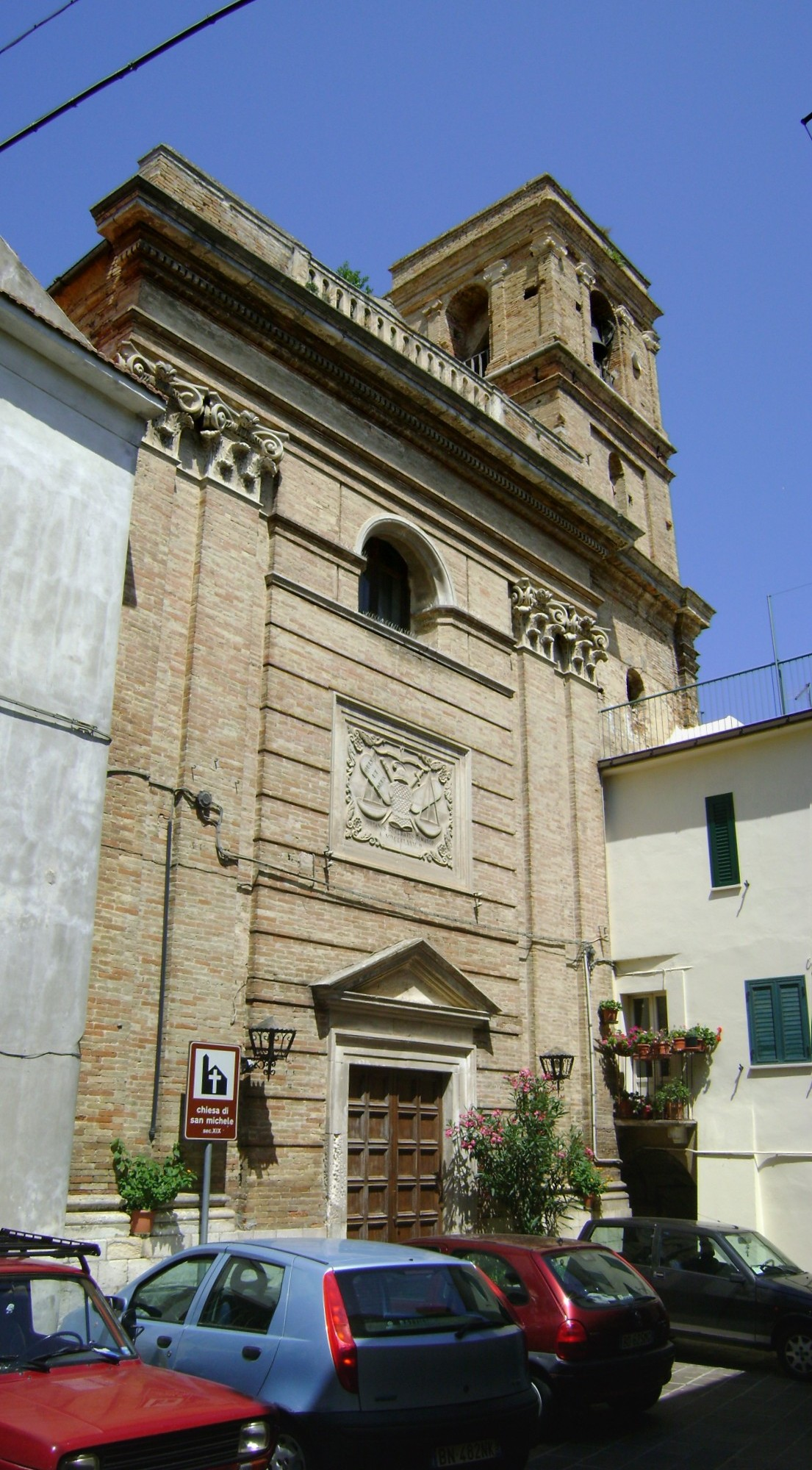
Chiesa di San Michele

- Chiesa di San Michele (VII - XIX secolo): è la prima chiesa urbana di Atessa[17] insieme a quella di Santa Croce, risalente al VII secolo, come dimostra un'epigrafe interna. La chiesa fu restaurata ampiamente nel XVIII secolo da don Giacomo Flocco, e un successivo intervento alla facciata in stile neoclassico si ebbe nel 1876, in laterizio, inquadrata dall'ordine di paraste giganti binate con capitelli corinzi, conclusa da un'alta trabeazione piana sormontata da balaustra. Il settore centrale è messo in evidenza dal trattamento a fasce orizzontali in bugnato liscio. L'ingresso è dato da un semplice portale architravato con timpano triangolare, con lapide decorativa ritraente il santo dei Longobardi che brandisce la spada. La pianta è longitudinale a croce latina con bracci del transetto sporgenti, e cupola situata sopra il transetto. L'interno è interamente rivestito di intonaci e stucchi tratti dal tipico repertorio tardobarocco. Una serie di semi-pilastri addossati alle pareti laterali sorreggono una trabeazione fortemente aggettante, che segue l'intero perimetro. La calotta della cupola è decorata da stucchi e pennacchi con immagini angeliche.

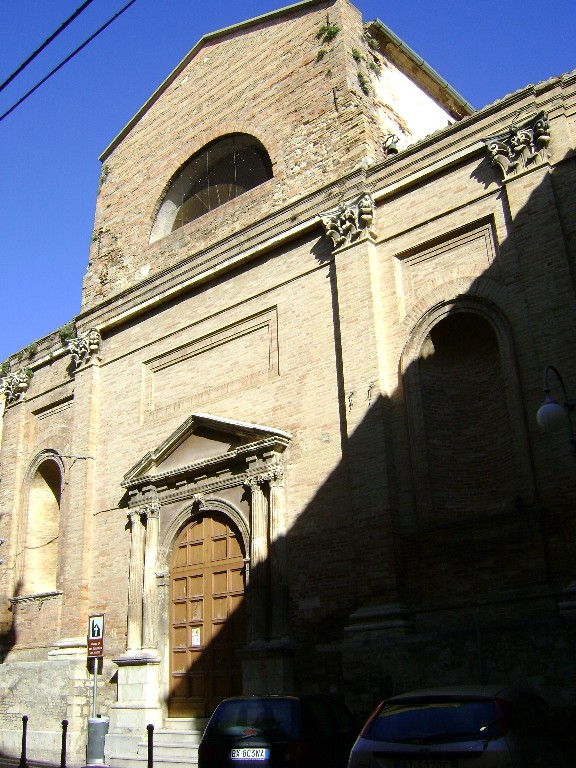
Chiesa di San Domenico

- Chiesa di San Domenico o del Santissimo Rosario (XIII secolo - XVIII secolo) : il convento risale al 1313, anche se fonti attestano la fondazione già dal 1275. Lo storico Bartoletti riferisce che lavori di restauro si ebbero nel 1556, e altri interventi si ebbero nei secoli successivi, nel 1664 il portale venne realizzato per volere di frate Antonio Coccia. Nel 1860 il convento fu soppresso e destinato al Municipio, e all'istituzione di un teatro civico al piano terra. Di medievale la chiesa oggi non conserva nulla, presenta un prospetto in laterizio articolato su due livelli, separati da una cornice e tripartito verticalmente da lesene impostate su un basamento lapideo. Nel settore centrale si apre il portale in pietra costituito da un sistema di colonne binate, impostate su alto basamento, che reggono un frontone ed inquadrano l'apertura ad arco. L'interno, molto più ricco, è rivestito di intonaci e stucchi del reperto settecentesco: una serie di archi a tutto sesto, impostati su pilastri cruciformi, dividono le navate laterali dalla centrale, il cui perimetro è segnato senza interruzione di continuità da trabeazione. Sulla volta a botte si trovano aperture semicircolari, l'abside è decorata da affreschi che raffigurano i Quattro Evangelisti.

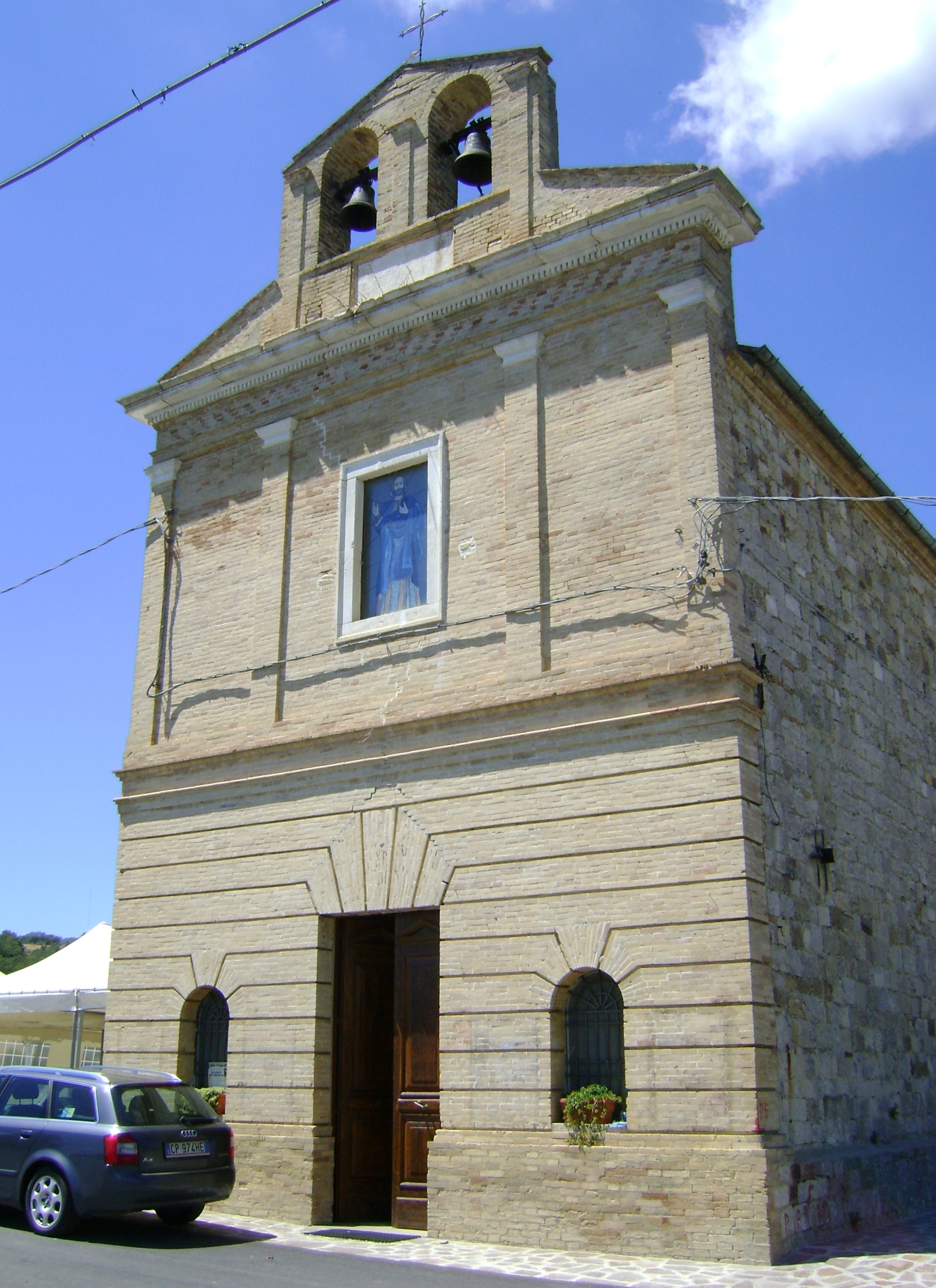
Chiesa di San Marco

- Chiesa di San Giovanni Battista (X secolo - XVII secolo): si trova in Piazza Benedetti, ed è una delle chiese più antiche di Atessa, citata dal Chronicon Vulturnense nel 998 d.C., oggi mostra il fianco sul piazzale, e l'accesso è dato dalla discesa Rio Falco, dove secondo la leggenda dormiva il drago che minacciò Atessa prima dell'uccisione da parte di San Leucio. Era preceduta da Porta Cannella, oggi scomparsa; sulla parete sinistra fu ricavato il Monumento ai Caduti per la Grande Guerra, riccamente decorato, mentre la facciata non presenta particolari elementi di interesse, e l'unica connotazione sterna è il campanile a torre. L'interno a navata unica è privo degli originali elementi medievali, e mostra una decorazione tyipica barocca, con affreschi settecenteschi dalle cromature raffinate che ornano le volte.
- Ex chiesa di San Gaetano: si trova sul corso Vittorio Emanuele, fondata nel 1668 da Leucio e Aurelio Scalella, dipendente dal monastero delle Clarisse. L'edificio oggi è ampiamente rimaneggiato, sconsacrato e adibito al Club Alpini d'Abruzzo. La facciata a capanna ha un portale con sopra un finestrone centrale, e sulla destra un piccolo campanile a vela. L'interno è a navata unica.
- Chiesa di Santa Maria Assunta della Cona: si trova presso il cimitero, realizzata nell'800. La chiesa presenta una semplice facciata a capanna interamente intonacata, unico elemento di interesse è il piccolo campanile a vela fiancheggiato da volute, situato in cima all'architrave a timpano triangolare. La chiesa mostra la tipica tipologia delle chiese rurali dell'Abruzzo meridionale, con esterno in laterizio e mattoni, ha l'interno a navata unica rimaneggiato nel secondo dopoguerra, con pochi elementi di interesse, come un dipinto del 1612 della Madonna col Bambino.
- Chiesa della Madonna del Buonconsiglio: si trova in contrada Pili, realizzata nel XIX secolo, forse su un sito preesistente. L'esterno è il tipico esempio delle chiese rurali abruzzesi, con facciata a capanna inquadrata da paraste angolari, in cui si apre il semplice ingresso architravato. L'interno riceve la luce da una serie di aperture laterali, monofore e archi trilobati. Lateralmente si trova una struttura in laterizio usata come sagrestia, mentre sul retro c'è un campanile a vela. Lo spazio interno è privo di particolari elementi di interesse, scandito da paraste che sorreggono una trabeazione continua; presso l'altare si trova una calotta ellittica su pennacchi decorati da medaglioni raffiguranti il Tetramorfo.
- Chiesa di Maria Santissima del Rosario: si trova in contrada Aia Santa Maria, realizzata nel 1927. L'originale prospetto è ancora in parte visibile, un semplice rettangolo inquadrato da paraste che sorreggono un timpano triangolare, quest'ultimo sovrastato da piccolo campanile a vela, mentre lo spazio interno è scandito da paraste che sorreggono una trabeazione continua. All'originale facciata è stata addossata una struttura con tetto spiovente, ossia un portico, con due ampie aperture semicircolari.
- Chiesetta di San Giuseppe: si trova appena fuori dalle mura di Atessa a nord di Porta Santa Margherita, vicino all'arco gotico che ha il nome di "porta di San Giuseppe". La chiesa risale al Settecento, almeno per l'aspetto attuale, ha la facciata a terminazione curvilinea, conclusa da un doppio campanile a vela, in asse con l'ingresso architravato. L'interno a navata unica non ha particolari elementi di interesse.
- Chiesa di San Benedetto (1975): la chiesa si trova nella grande contrada di Piazzano, edificata nel 1975 dal vescovo di Chieti Monsignor Fagiolo, su richiesta di don Luciano Cicchitti. Architettonicamente l'edificio presenta forme geometriche lineari, arricchito nella facciata da un grande mosaico che illumina tutto il prospetto con armoniose linee ed equilibrati cromatismi. Vi è rappresentato il santo accanto a personaggi di rilievo di Atessa. L'interno mostra opere sacre frutto degli artigiani atessani, come statue e paramenti liturgici.
- Chiesa di San Luca (1986): si trova nella contrada omonima, edificata nel 1986. Ha un aspetto moderno sobrio lineare, costituito da una navata unica rettangolare. Il campanile moderno è sormontato da una croce, conferendo slancio alla modesta facciata. L'ingresso è preceduto da porticato.
- Chiesa di San Marco Evangelista (XIX secolo): è una delle chiese più interessanti delle contrade, situata nel Casale Piana Ciccarelli. Si tratta di una chiesa con pianta a navata unica a terminazione absidale, consacrata nel 1896, forse sorta sul sito di un edificio più antico. Realizzato in materiale lapideo con facciata principale in laterizio, in cui la pietra è riservata a sola realizzazione dei capitelli, cornici e trabeazione. L'architrave a timpano triangolare è sormontata dal campanile centrale a doppio arco. Lo spazio interno è scandito da paraste giganti che sorreggono la trabeazione continua, due aperture laterali semicircolari inserite sull'attico sovrastante la trabeazione contribuiscono a dare maggiore luce.
- Chiesa di Santa Maria a Mare: si trova sulla discesa Santa Maria, così denominata perché rivolta verso l'Adriatico. Fu realizzata dalla famiglia Flocco tra il 1760 e il 1770 come ex voto a don Giacomo Flocco, curato della parrocchia di San Michele. È una piccola cappella a capanna, con facciata decorata da architrave a timpano triangolare.
- Chiesa di San Nicola extra moenia: si trova lungo il tratturo in Colle Flocco. Il primo impianto risale alla fine del Settecento, come si desume dallo stile barocco della facciata. Gli altri interventi risalgono agli anni '40, quando la chiesa venne intonacata, perdendo gli elementi decorativi antichi.

### Architetture civili

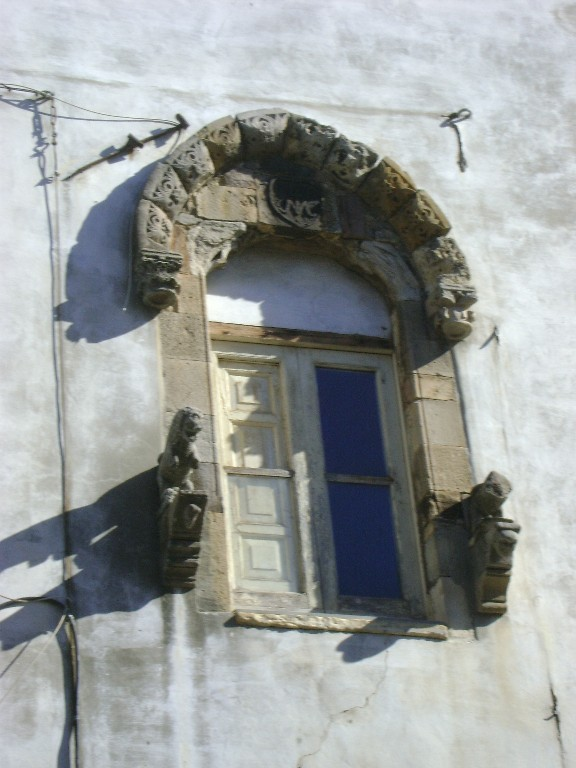
Finestra gotica di Casa De Marco

- Palazzo degli Scalera o "Casa De Marco" (XIV secolo): l'edificio si trova in Largo Castello, e risale nelle forme attuali al XV secolo, si ipotizza, ricavato dall'antico castello. Unico elemento di rilievo è la finestra gotica del 1488 che si trova su via Castello, decorata da arco ogivale con colonnine laterali finemente lavorate, poggianti su leoni stilofori. L'impianto è rettangolare, con elementi di fortificazione alla base. L'interno è adibito a uso civile, ed è stato ampiamente rimaneggiato nei secoli.

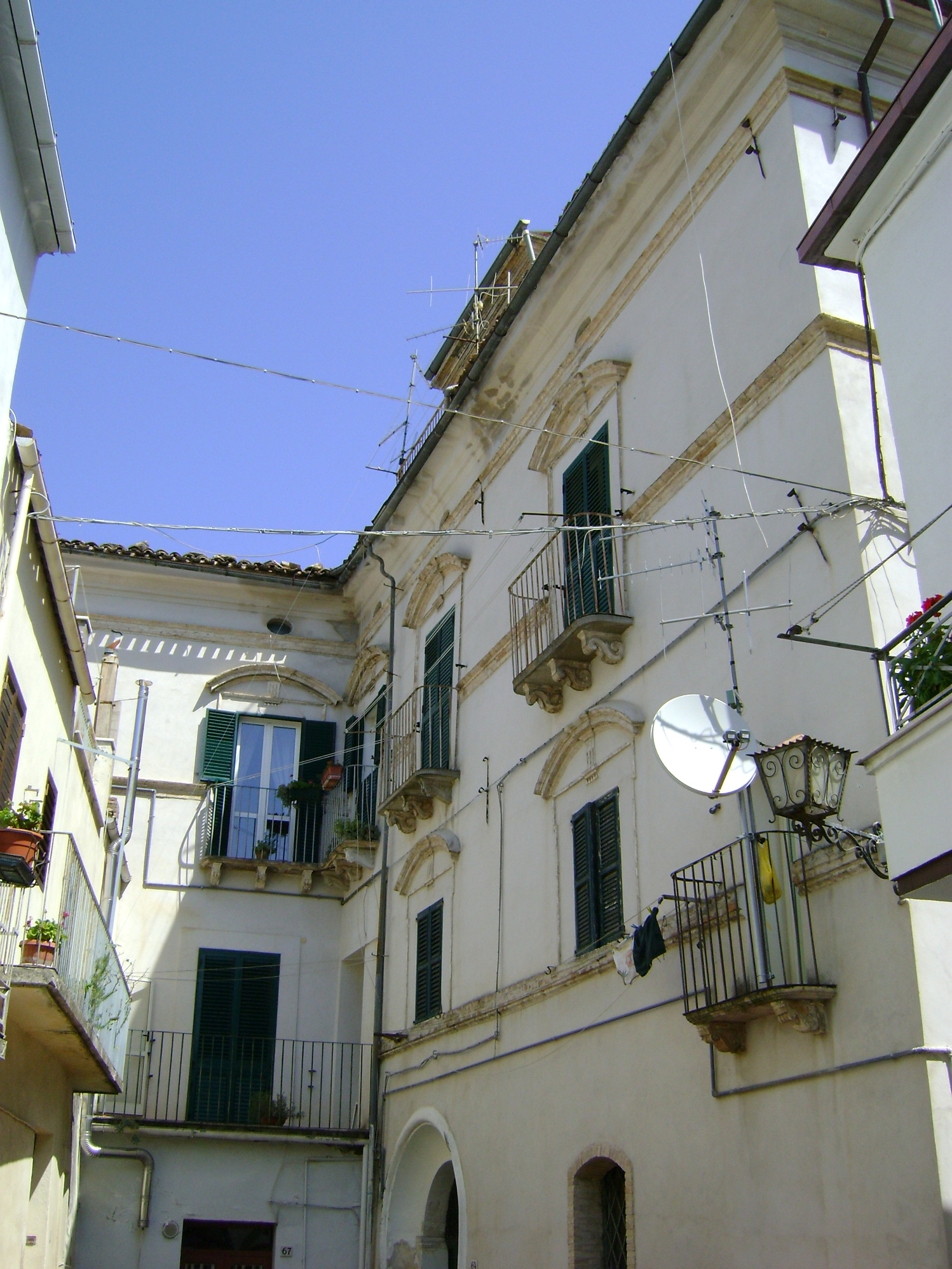
Palazzo Coccia Ferri

- Palazzo Carunchio: si trova nel quartiere Santa Croce, in via Menotti de Francesco. Il palazzo venne edificato nel 1857 da Filippo Carunchio, e venne ricostruito nel secondo dopoguerra perché danneggiato, seguendo lo schema originale. Il palazzo presenta elementi decorativi ascrivibili alla tipologia dei palazzi ottocenteschi in cotto, con facciata di pietra, destinata forse ad essere intonacata, con il laterizio presente nelle finestre e nelle paraste. L'edificio si sviluppa su due livelli divisi da semplice cornice marcapiano. La facciata è scandita verticalmente da lesene che delimitano il palazzo, inquadrando gli ingressi sovrastati da balcone. Il palazzo è concluso da coronamento piano caratterizzato dai capitelli delle lesene, che sorreggono una semplice trabeazione, sormontata da cornicione.

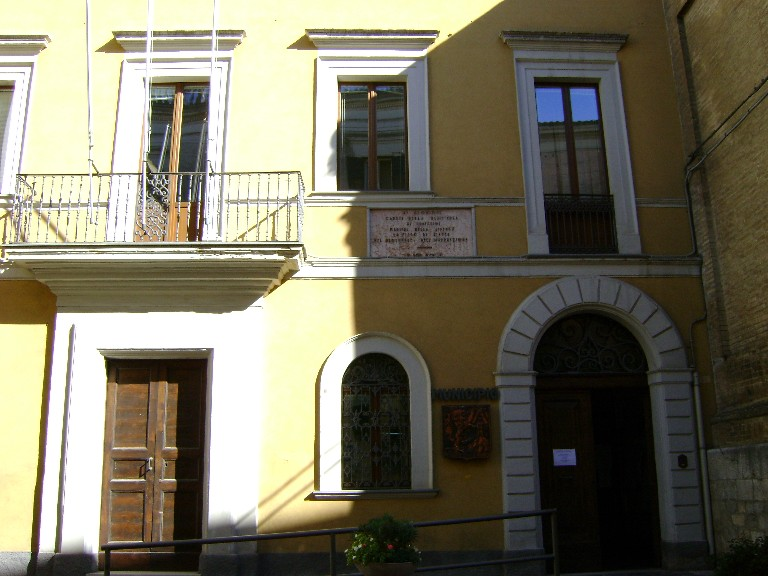
Il Municipio

- Palazzo Flocco: si trova in Largo Castello. Fu costruito nel 1564, sorgente nella stretta salita che unisce il quartiere Santa Croce al piazzale; si impone per la sua grossa mole nel minuto tessuto delle piccole case. Tipico esempio di casa agricola, è inglobata nella cortina di case-mura che costituiscono parte dell'antica cinta muraria medievale di Atessa. I locali sotto il piano terra sono destinati a magazzini di prodotti agricoli, l'impianto è privo di simmetria, interamente intonacato, e si sviluppa su tre livelli. In alzato esso è caratterizzato dalla presenza di una altana, che un tempo serviva al controllo delle proprietà terriere verso la pianura. Altro elemento che contraddistingue il palazzo è la scalinata decentrata rispetto alla struttura, che permette l'accesso al piano nobile.

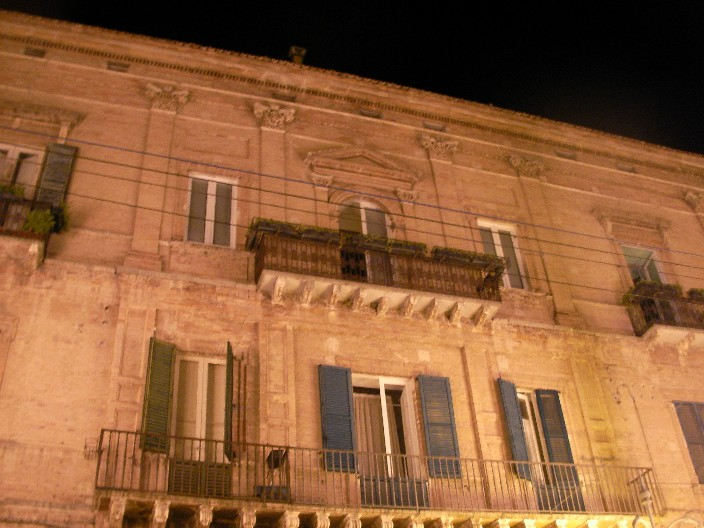
Palazzo Spaventa in notturna

- Palazzo Coccia-Ferri: si trova nel quartiere San Michele in via Belvedere. Sorge presso la chiesa di San Michele Arcangelo, si impone per la sua grossa mole sul piccolo tessuto di abitazioni, risalente al XVIII secolo, seguendo lo stile dei grandi palazzi signorili dell'epoca barocca. Il palazzo è interamente intonacato, si sviluppa su tre livello divisi da cornici marcapiano, le aperture del secondo e terzo livello sono arricchite da una cornice ad arco in mattoni, simile a quelle presenti su molti altri palazzi cittadini. Il palazzo oggi ospita il Museo d’arte “Aligi Sassu”.
- Palazzo del Municipio - Ex Convento dei Domenicani: si trova su Largo Municipio, accanto alla chiesa di San Domenico. Risale al XIII secolo, quando era il convento dei Padri Domenicani. Nel 1694 venne restaurata la facciata, oggi rimaneggiata. Agli inizi dell'800 una porzione divenne sede municipale, l'altra divenne teatro comunale, che venne realizzato dal 1863, venendo ultimato nel 1911. Per il municipio venne costruito lo scalone di ingresso che porta ai piani superiori, vennero chiuse le arcate del chiostro interno, e i sotterranei divenne carcere civile, prima della realizzazione del grande complesso penitenziario di Vasto e di Lanciano, più vicina. Un grande progetto di restauro conservativo ci fu nel 1984 ad opera di Paolo Marconi, che previde interventi di consolidamento, adeguamento funzionale del fabbricato del teatro che poggiava sulle carceri, poi l'architetto Pardi apportò interventi arredamento interno dello spazio teatrale, per abbellirlo dei decorazioni. L'aspetto esterno del municipio è quello tipico dei sobri edifici ottocenteschi, scandito da cornici e paraste in intonaco bianco, mentre il resto è di colore giallo. Ordini di semplici aperture si susseguono su due livelli. L'edificio ha pianta rettangolare a blocco, articolato su tre livelli. La corte interna, antico chiostro del convento, è coperta con una struttura che mal si addice con l'aspetto storico, ha portici su tre lati coperti da volte a crociera, da cui si accede al teatro.

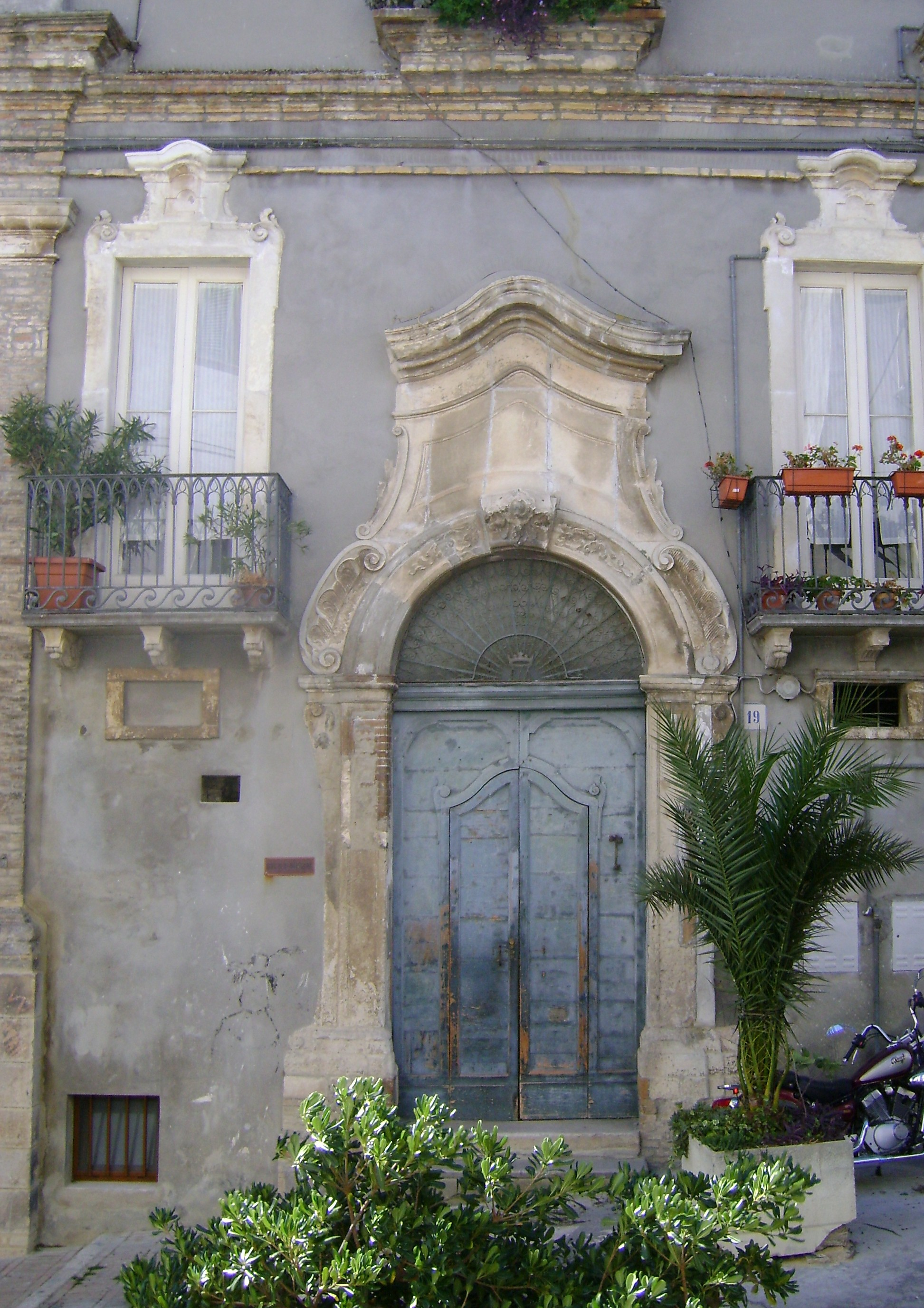
Portale di Palazzo Marcolongo

- Palazzo Spaventa: il palazzo risale al 1875, probabilmente edificato accorpando vari altri edifici preesistenti, e si trova sull'ultimo lembo del corso Vittorio Emanuele che sfocia su Piazza Garibaldi. L'edificio è interamente realizzato in laterizio, con un pianterreno in cui i mattoni sono disposti a formare delle bugne che si interrompono nel settore centrale. La pietra è riservata ai capitelli, alle lesene, all'arco maggiore, alle mensole; la facciata si estende a sette assi, è articolata su due livelli, oltre il pianterreno. Il semplice portale è affiancato da due finestre ad arco, e dagli accessi a sesto ribassato delle botteghe. Al primo piano, in posizione centrale, si apre un grande balcone e sovrastante edicola con timpano triangolare.
- Palazzo De Francesco: si trova sul corso Vittorio Emanuele, costruito nel XVIII secolo. Il corpo centrale è caratterizzato dalla presenza dell'ingresso inquadrato da finte bugne si cui si apre l'unico balcone al primo piano, con cornice superiore su mensole, e un balcone più piccolo all'ultimo piano. Al primo piano si aprono tutte finestre inquadrate da bugne, al secondo ci sono solo balconi.
- Palazzo Marcolongo: situato in Largo Castello, risale al 1724, quando appartenne ai Massangioli, che lo vendettero a Giuseppe Marcolongo nel 1880. Il palazzo costituisce un caso eccezionale nella città, poiché è l'unico esempio di struttura civile in barocco napoletano. Il simmetrico prospetto, inglobato nella cortina continua dei palazzi attigui, è arricchito da elementi decorativi del portale e dei balconi, bipartito orizzontalmente da un'alta cornice marcapiano. Esso è articolato su due livelli, oltre pianterreno con mezzanini, senza scansioni verticali che non siano il doppio ordine di paraste. Il livello inferiore è inquadrato da un ordine di paraste giganti che racchiudono mezzanino e primo piano, in questo settore si concentrano gli elementi decorativi più significativi come il portale e le due aperture laterali. Il portale in pietra scolpita è ornato da un'alta cornice curvilinea, raccordata da volute riccamente ornate, lo stesso è riproposto in forme più semplici per il portone in legno dei due balconi laterali. Nel livello superiore con paraste ioniche, in asse col portale c'è una sola apertura architravata, fiancheggiata da due svecchiature.
- Palazzo Marcone: si trova presso Largo Castello. Risale al XVII secolo; dall’ingresso principale, attraverso un ampio vestibolo con volta a botte, sulla quale campeggia lo stemma, si accede alla zona residenziale. Le numerose stanze sono tutte molto raffinate e caratterizzate dalla pregevole pavimentazione in graniglia con decorazioni geometriche e dalle suggestive volte bottate con padiglione, e con cornici a stucco insieme ad affreschi che mostrano motivi floreali. L’interessante peculiarità dello storico edificio è la coesistenza della parte abitativa con quella produttiva, che comprende tre piani seminterrati, destinati all’attività di sussistenza della famiglia, della servitù e degli artigiani. In un ambiente scavato è conservata una monumentale macchina di frantoio, tra le più antiche dell’Abruzzo.
- Casale San Marco: si trova nella contrada omonima, accanto alla chiesa dell'Evangelista. Il palazzo risalirebbe alla prima metà del XIX secolo, si sviluppa su due livelli, il primo caratterizzato in facciata dal trattamento a bugnato, in alzato essa è tripartita verticalmente da paraste con capitelli, inoltre il settore centrale d'ingresso è messo in risalto da un leggero scatto in avanti. Il piano nobile è segnato dalla presenza di un balcone, che come le aperture che lo fiancheggiano, ha timpano triangolare decorato con motivi vegetali e figure femminili
- Villa Satrino: si trova nella contrada omonima. Risale al XVIII secolo, fu per molti alti casino campestre del Monsignor Gerolamo Spaventa dove si ritirò prima del 1818, anno della morte. Il palazzo fu per molti anni legato agli Spaventa di Atessa fino alla metà del '900. Il palazzo è il tipico esempio di architettura nobile rurale, molto austero nell'esterno, difatti tutte le aperture sono prive di modanature, unico elemento di interesse è il portale maggiore a tutto sesto, fiancheggiato da paraste che sostengono una semplice trabeazione. Il palazzo si sviluppa su due livelli più il seminterrato con le cantine. Una torretta circolare a funzioni difensive si trova nell'angolo sud-ovest, e un piccolo campanile posto nella zona della cappella privata del Monsignore.

### Architetture militari

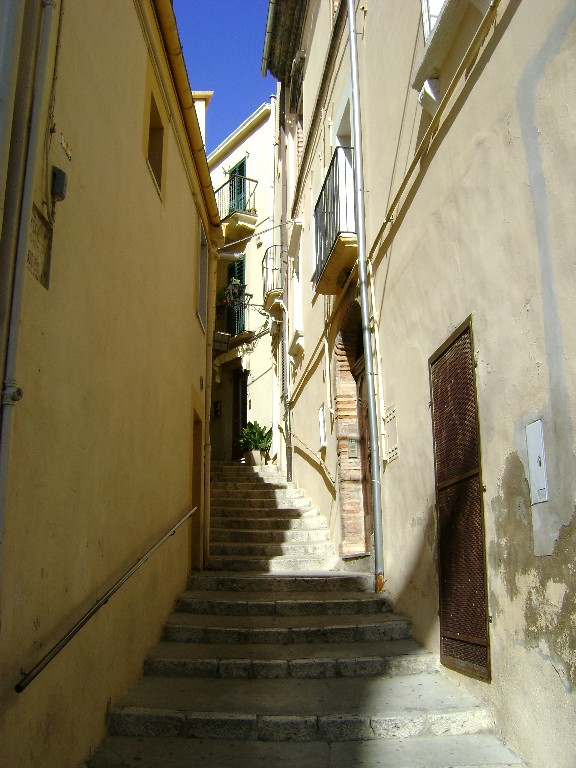
Un vicolo del centro storico, o "costa"

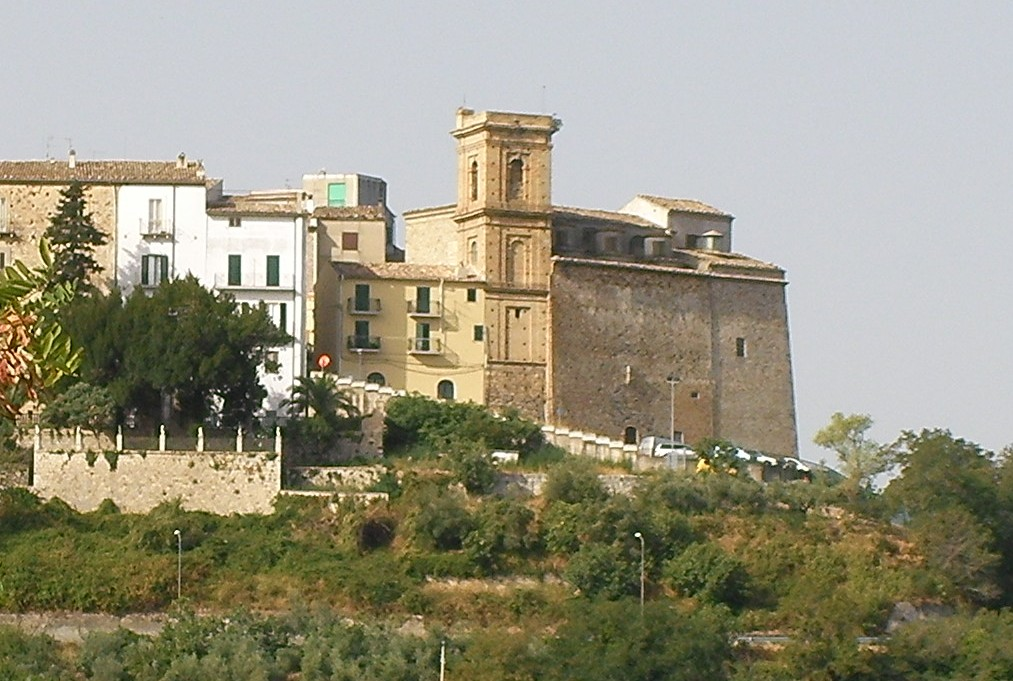
Veduta del rione Santa Croce con la chiesa omonima

La città di Atessa era dotata di una cinta difensiva provvista di torri e porte di accesso, e muraglioni in alcuni punti raddoppiati, insieme alle case-mura. Non si hanno date certe sull'edificazione della cinta muraria, ma documentazioni attestano l'esistenza della porta di San Giuseppe già nel 1240. Del circuito sono ancora visibili, oltre le tre porte superstiti, la torretta circolare e resti dei beccatelli appartenuti a una torre distrutta. Delle mura vere e proprie oggi è rimasto un tratto tra Porta San Giuseppe e Porta Santa Margherita, le quali insieme a Porta San Michele e Porta San Nicola sono le uniche rimaste della cinta difensiva. Altre notizie si hanno nel 1616, quando ci furono dei restauri di consolidamento. Nel XVIII secolo restavano in piedi 8 delle 10 porte originali, come riferiscono gli Annali di Tommaso Bartoletti; la porta di Santa Croce, adiacente alla chiesa, era stata distrutta ed esistevano ancora Porta San Lorenzo, Porta San Giovanni e Porta San Nicola Vecchia. Quest'ultima fu demolita prima del 1761, e con una petizione venne riedificata nel 1780 lungo il corso Vittorio Emanuele, detta "Arco 'Ndriano", mentre nel 1861 veniva demolita Porta San Lorenzo presso Piazza Oberdan, per agevolare l'ingresso in città delle carrozze. Porta Sant'Antonio, per l'accesso dal convento delle Clarisse, era documentata dal 1777 e venne distrutta nel 1872 su un progetto di risanamento del piano regolatore cittadino. Altre porte minori erano quelle di San Gaetano, San Giovanni e Arco Pistilli, documentate nel 1702

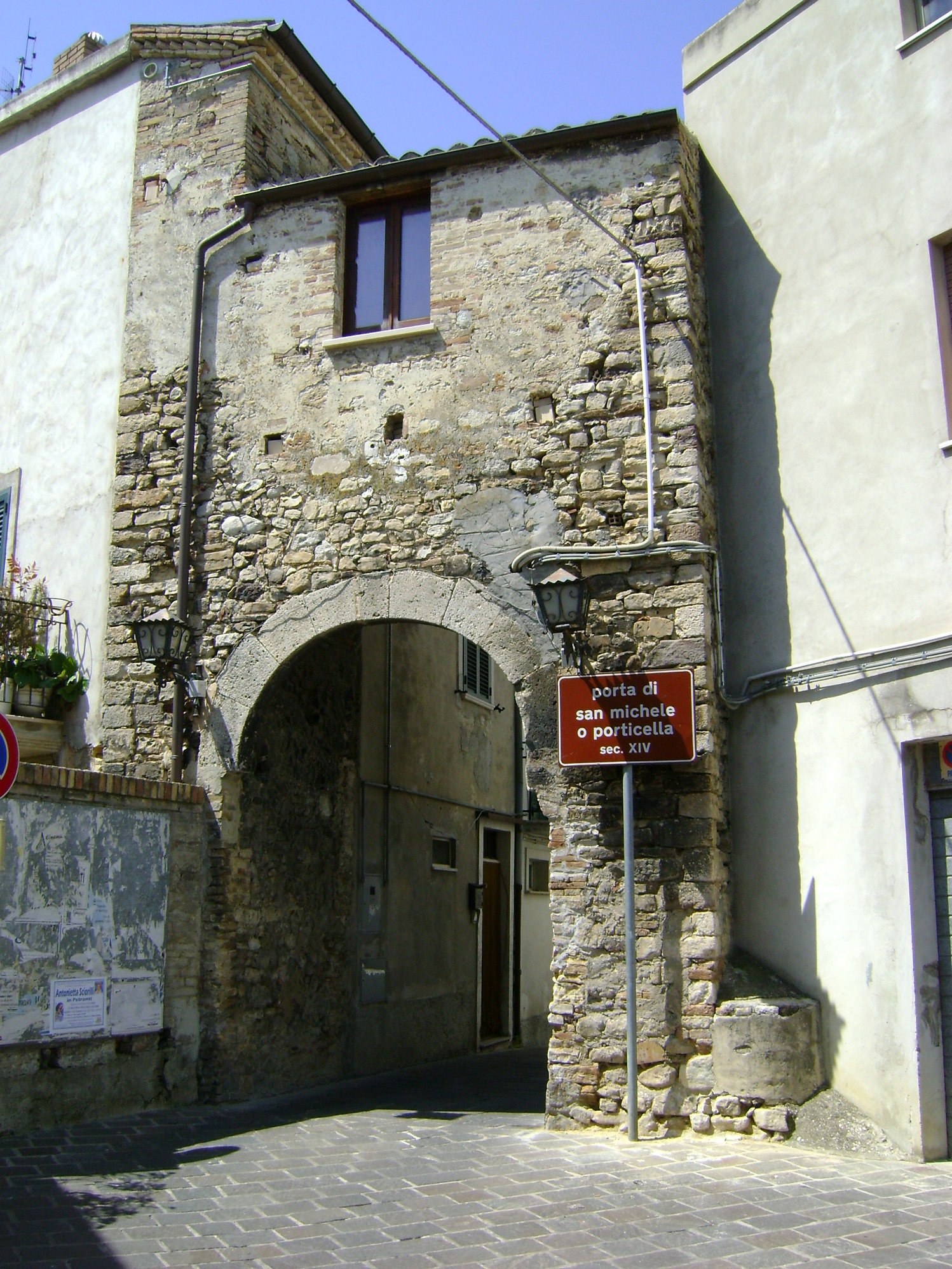
Porta San Michele

Dopo le porte, della cinta si conservano delle torri di controllo, come la torretta in posizione dominante, ma ridimensionata d'altezza, posta in largo Torretta nel quartiere San Michele, e fatta risalire alla dominazione longobarda. L'elemento circolare della torretta presenta un utilizzo di pietra sia dal punto di vista tipologico, che morfologico. Si può comunque notare la parte basamentale, sia formata da blocchi di pietra di dimensioni maggiori a quelli della parte superiore. Il suo prospetto attuale è risultato di interventi avvenuti nel corso dei secoli, che hanno stravolto l'antico aspetto, ridimensionandola per essere adibita a casa civile, insieme alle altre costruzioni annesse. A breve distanza da Porta San Michele ripercorrendo l'antico circuito si trovano una serie di otto beccatelli, probabilmente resti di una torre medievale situata nella zona, inglobati nel muro di un'abitazione privata. Una seconda torre perfettamente conservata si trova nel quartiere Santa Croce, inglobata nelle abitazioni, a pianta circolare con base a scarpa.

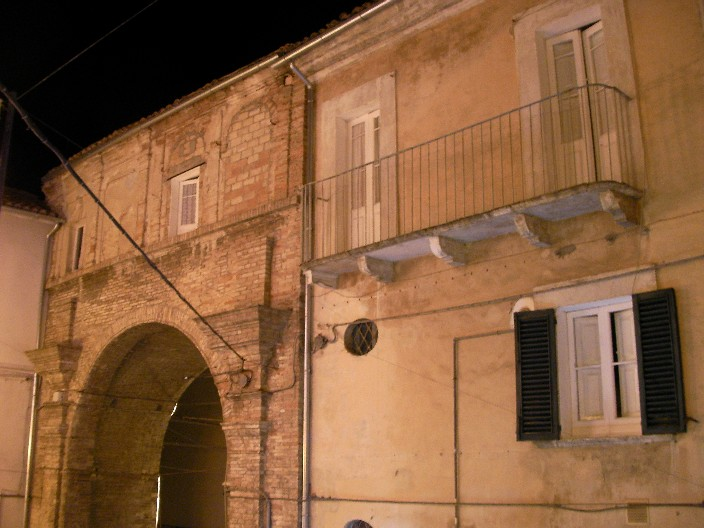
Porta San Nicola o Arco 'Ndriano

- Porta San Michele: fu eretta nel VII secolo circa per consentire l'accesso al piccolo insediamento di Ate, e per le sue dimensioni viene chiamata anche "Porticella". A partire dal XIV secolo venne chiamata anche "Santa Giusta", perché vi fu eretta nei pressi una chiesa oggi scomparsa. Ha un arco a tutto sesto, realizzata in muratura di pietrame irregolare e mattoni. Sul prospetto in mattoni posto dietro l'accesso il fornice non è leggibile nel suo profilo intero, ma solo fino alle reni. Il prospetto principale presenta l'arco definito da due blocchi di pietra, di dimensioni inferiori rispetto all'altro. Il fornice si imposta su due semplici piedritti in mattoni e analogamente all'altro prospetto, in asse con esso una semplice finestra.
- Arco 'Ndriano: o anche "Nuova Porta San Nicola", è la nuova realizzazione lungo il corso della Vecchia Porta San Nicola, risalente al Mille, citata nel 1268 quando un tal Pietro De Rubeis fece edificare l'ospedale di San Nicola nei suoi pressi. Nel 1616 è citata perché forniva dei magazzini dove depositare attrezzi, nel 1761 risultava già demolita perché a rischio crollo. Nel 1768 il mastrogiurato Alessandro Forchetti volle l'edificazione di una nuova porta di dimensioni superiori, che venne terminata nel 1780, acquisendo un carattere di rappresentanza monumentale, più che uno scopo difensivo, prendendo il nome di "Arco 'Ndriano", provvisto di loggiato superiore. Nei pressi della porta sorgeva anche la chiesa omonima, oggi demolita. La porta è in laterizio con pochi inserimenti in pietra, a pianta trapezoidale. Il prospetto verso la piazza Garibaldi è caratterizzato da un fornice centrale inquadrato da una sovrapposizione di paraste. Il fastigio sommitale è risolto da un attico incompiuto, scandito da paraste, che inquadrano specchiature, in cui nel corso degli anni sono state aperte finestre perché diventata abitazione civile.

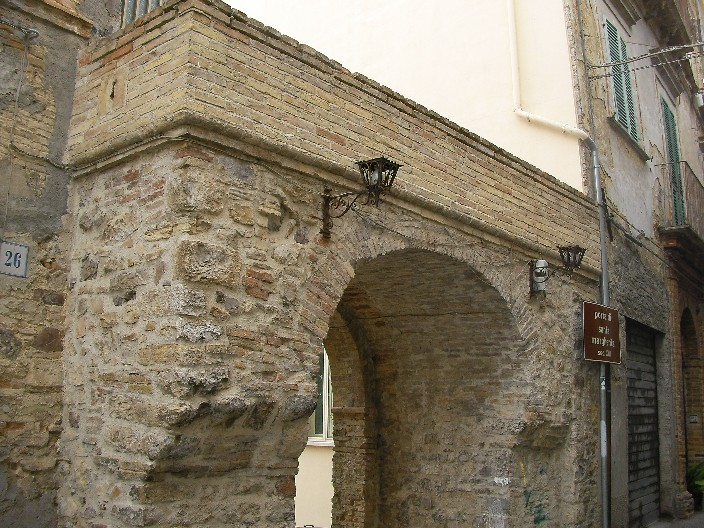
Porta Santa Margherita

- Porta Santa Margherita: si trova nel quartiere Santa Croce, realizzata forse tra il VI secolo e l'XI secolo. Nel XIV secolo la porta prese l'attuale nome per la vicina chiesa edificatavi, oggi distrutta. La porta è rimasta conservata nell'originario stile medievale, era l'accesso a nord della città, ed era la principale del quartiere insieme a Porta San Lorenzo per i traffici commerciali da Chieti, Lanciano e Casalbordino. La porta ha un fornice a tutto sesto, parzialmente impostato su mensole, in muratura a sacco.
- Porta San Giuseppe: risalirebbe al 1240, anno in cui è citata per la prima volta, nel 1261 vi fu edificato un vicino ospedale per i poveri. Nel 1545 è ancora citata, per la vicina chiesa di Santa Maria della Cintura e dei Raccomandati. Nel XX secolo ci furono dei lavori di restauro per liberare la porta da altri interventi del passato che ne avevano stravolto l'aspetto medievale, datati 1936. La porta ha un fornice centrale ogivale, su ambedue i prospetti vi sono una serie di beccatelli, elemento tipico delle costruzioni difensive, di ornamento ma anche per calcare più caditoie. I beccatelli sono archetti a sesto acuto, realizzati con mattoni sporgenti dalla muratura, impostati su mensole di pietra. La costruzione tutta è realizzata con pietrame di vario genere, il fornice a valle è in pietra, l'altro invece in mattoni. Alla facciata volta a valle sono addossate costruzioni più recenti, che ne compromettono la totale lettura. All'ultimo livello c'è un'apertura ad arco realizzata in mattoni, poi richiusa. La copertura in coppi è a due falde, su entrambi i prospetti sono ben visibili buche pontaie.

### Siti archeologici

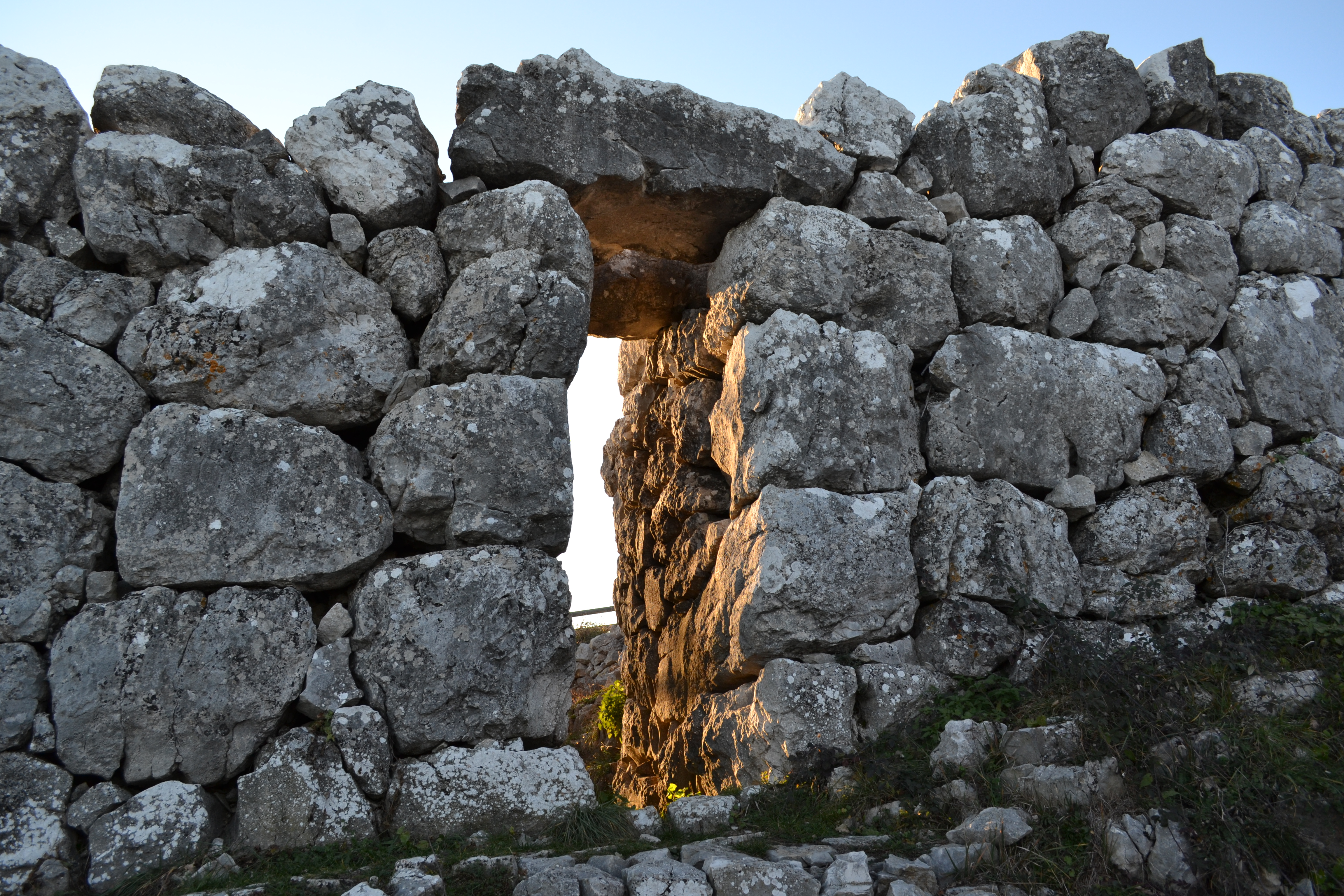
Pallanum: Porta del Piano

- Sito archeologico "Porcari": si trova nella contrada omonima, rinvenuto nel 1977 lungo il percorso del tratturo, quando vennero scoperte una statuetta di bronzo di 32 cm denominata "Dio Ignudo di Atessa". Successivi scavi della Soprintendenza hanno individuato un "recinto sacro" all'interno del quale v'erano un piccolo tempietto con pareti dipinte e pavimentazioni in opus signinum. Molti sono i ritrovamenti di manufatti in argilla rosa e vernice nero-bruna tra cui il frammento di catino decorato con serpente applicato a una testa di cavallo, conservato nel Museo archeologico di Chieti.
- Città proto-italica di "Pallanum": il sito si trova sul Monte Pallano, tra i comuni di Bomba e Tornareccio, risalente al IV secolo a.C. Si tratta di una città fortificata realizzata contemporaneamente alle cinte murarie degli insediamenti di Montenerodomo (Juvanum), Cluviae di Casoli e Trebula di Quadri. Le mura misurano 160 metri circa per 5 di altezza.[18] La muraglie è intervallata da tre porte a distanza di 60 metri l'una dall'altra, la cosiddetta Porta del Piano, la meglio conservata, la Porta del Monte e un terzo passaggio demolito per permettere l'accesso alla strada rurale. Le mura megalitiche sembrano essere state erette a difesa del territorio dei Frentani, in particolare la sottotribù sannitica dei Carricini di Montenerodomo e dalle incursioni provenienti dal mare.

### Altri luoghi di interesse

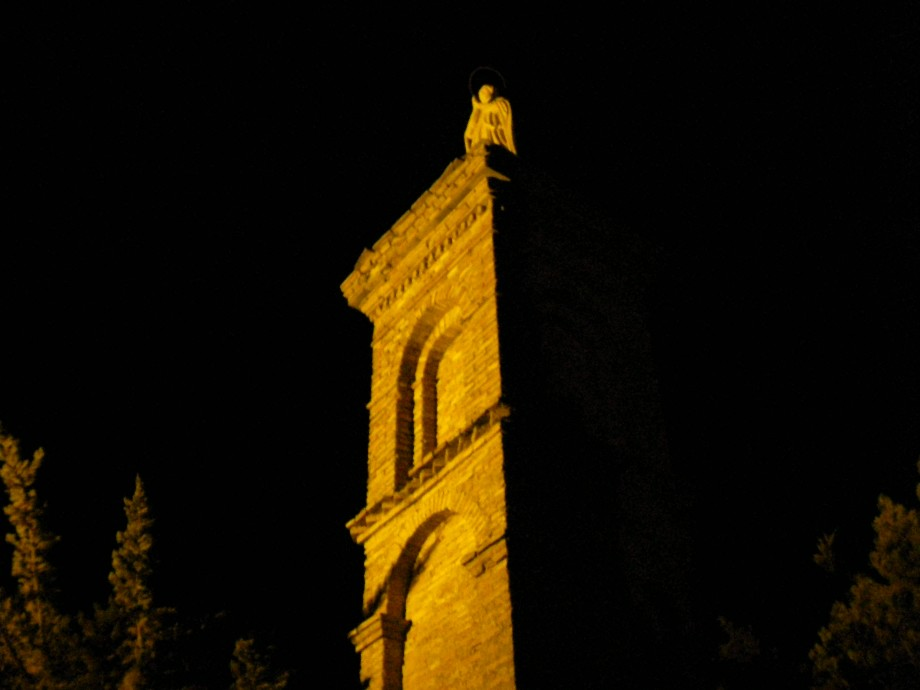
La colonna di San Cristoforo di notte

- Colonna di San Cristoforo: Si trova sulla cima dell'omonimo colle a ridosso di piazza Garibaldi, il centro cittadino. Venne costruita in onore di San Cristoforo per invocare protezione dalla peste nel 1657. Venne restaurata nel 1955 a causa dei gravi danni subiti durante la seconda guerra mondiale. È realizzata in laterizio ed è composta da due piani a quattro facce, ognuno dei quali presenta degli archi a tutto sesto, su cui poggia la statua del Santo.[19] La colonna è realizzata in laterizio a due piani sovrapposti con prospetti uguali sui quattro lati, in cui si aprono archi ciechi al primo livello. I due livelli sono separati da cornice aggettante, con soprastante filare di mattoni. La facciata che volge verso Piazza Garibaldi ha una targa commemorativa dell'innalzamento della colonna e del restauro del 1955, mentre la sommità accoglie la statua della Madonna.

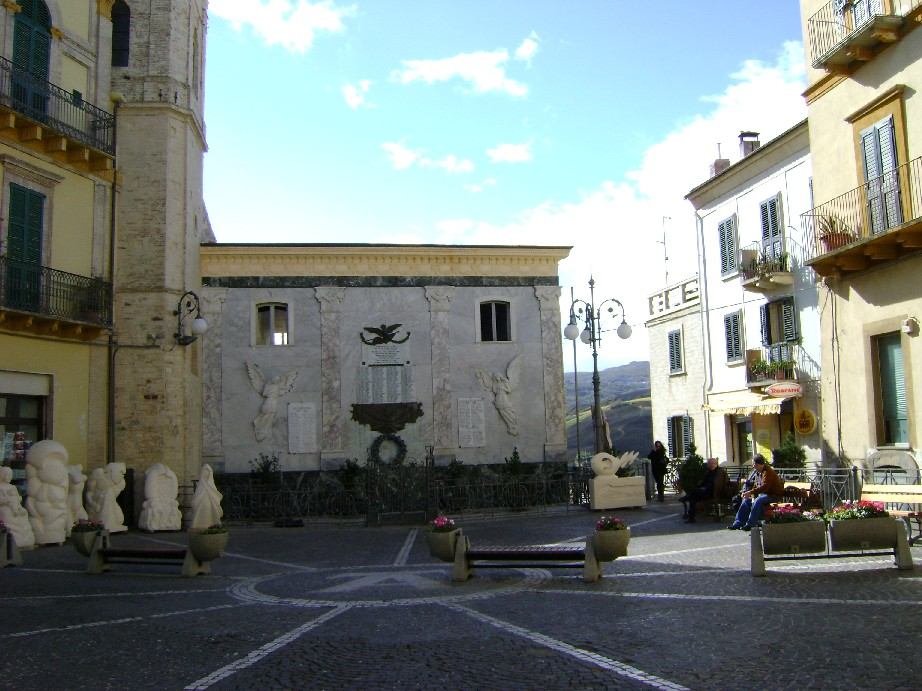
Il Monumento ai Caduti in Piazza Benedetti

- Monumento ai caduti: si trova sul fianco della chiesa di San Giovanni, affacciato su Piazza Benedetti. L'intera lapide è rivestita in marmo bianco, divisa in tre sezioni. Una decorazione in marmo con venature scure fa emergere quattro colonne con raffinati capitelli che poggiano su una fascia alla base, in marmo scuro che corre per tutta la larghezza. Al di sopra delle colonne è posta la spessa linea di marmo scuro come base per le metope. Sopra questa fascia c'è un pregiato raccordo con la parte muraria, decorato da 17 fregi vegetali. Sotto le finestre della chiesa coperte ci sono due angeli in rilievo in marmo chiaro, che rivolgono lo sguardo verso il centro del complesso. Sulla superficie centrale c'è la targa più antica dei caduti della Prima Guerra mondiale. Di interesse un bassorilievo bronzeo con i simboli dell'alloro, dell'elmetto, tipici della vittoria dell'Italia in guerra, insieme a una corona di bronzo.
- Fontana Giò Pomodoro: si trova in Piazza Oberdan. Sostituisce la storica fontana novecentesca distrutta dalla guerra. Fu realizzata nel 2005 dal maestro Giò Pomodoro, in pietra sfrangiata di Gravina in Puglia, sotto la direzione dell'architetto Giorgio Pardi. La fontana si presenta come un gioco di geometrie e di volumi, a forma poligonale, e racchiude un parallelepipedo che sorregge una spirale in bronzo, da cui fuoriesce l'acqua.
- Fontana Grande: è la fontana storica di Atessa, costruita nel XIV secolo, insieme a Fonte Bella Femmina (presso Sant'Antonio), Fonte Gennaro (presso Santa Croce) Fonte Cicero (fuori San Rocco) e la piccola fonte di San Lorenzo. Un'iscrizione indica la data del restauro nel 1460. La fontana è realizzata in conci di pietra calcarea ed è alta circa tre metri. In quattro aperture si poteva porre il secchio o la conca per prelevare l'acqua.[20]
- Villa comunale - Monte Ascensione: è stata ricavata dall'area pianeggiante di Monte Ascensione, che sovrasta Piazza Garibaldi, dove in passato si trovava la chiesa di San Cristoforo con la vicina colonna. Nel corso della seconda guerra mondiale, la chiesa, dove si praticava il rito dell'Ascensione di Maria in cielo, è andata distrutta e la colonna danneggiata, e così negli anni si realizzò il progetto del parco pubblico con area attrezzata per i giochi dei bambini. Nel 1955 la colonna venne restaurata, e negli anni '60 vi venne realizzata la centrale elettrica civica con alcune antenne per la favorevole posizione dominante del colle.

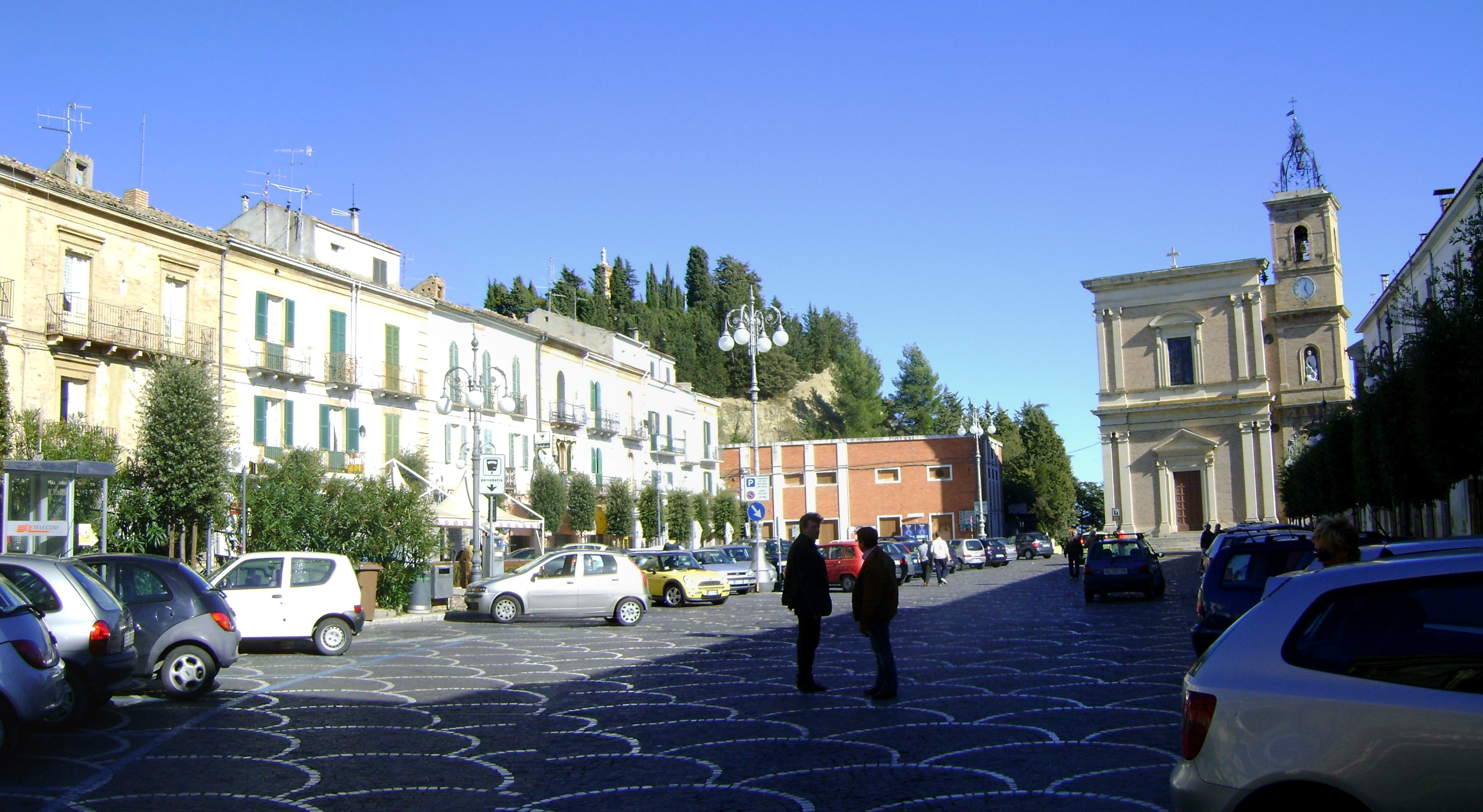
Altra vista di Piazza Garibaldi (2008)

- Piazza Garibaldi: principale piazza di Atessa, ha assunto tale conformazione nell'800, quando prima era semplicemente un'area naturale per le fiere del bestiame, con solo la chiesa di San Rocco. Con gli anni le costruzioni civili e l'imponente mole del Palazzo Spaventa hanno caratterizzato la conformazione urbana della nuova piazza, divenuta il cuore pulsante di Atessa. Nel 2010 la piazza si arricchita di un piccolo centro commerciale e di un auditorium.
- Largo Castello: si trova nel quartiere Santa Croce, e si suppone vi fosse costruito il castello medievale, inquadrato oggi nella "Casa De Marco". Tra le varie strutture di interesse ci sono la chiesa di San Pietro e il Palazzo Marcolongo.
- Largo Torretta: si trova in cima al quartiere San Michele, punto più alto di Atessa, e prende il nome da una piccola torre longobarda di controllo. Vi si trova nelle immediate vicinanze la chiesa di San Michele.
- Via Belvedere: è l'arteria principale del rione San Michele, con l'accesso dalla Porticella. Di interesse il Palazzo Coccia - Ferri.
- Corso Vittorio Emanuele: ha preso l'attuale aspetto nel XIX secolo, quando l'antica strada venne ampliata con l'edificazione di nuovi palazzi signorili ottocenteschi sopra le vecchie strutture medievali. La strada anticamente era divisa da Porta San Nicola, ricostruita nel Settecento. Da Piazza Benedetti lambisce il quartiere di San Michele, arrivando in Piazza Garibaldi.
- Piazza Pietro Benedetti: piccolo piazzale dedicato a una delle vittime del fascismo, e si trova all'ingresso da Porta San Lorenzo. Di interesse la chiesa di San Giovanni.

### Monumenti scomparsi

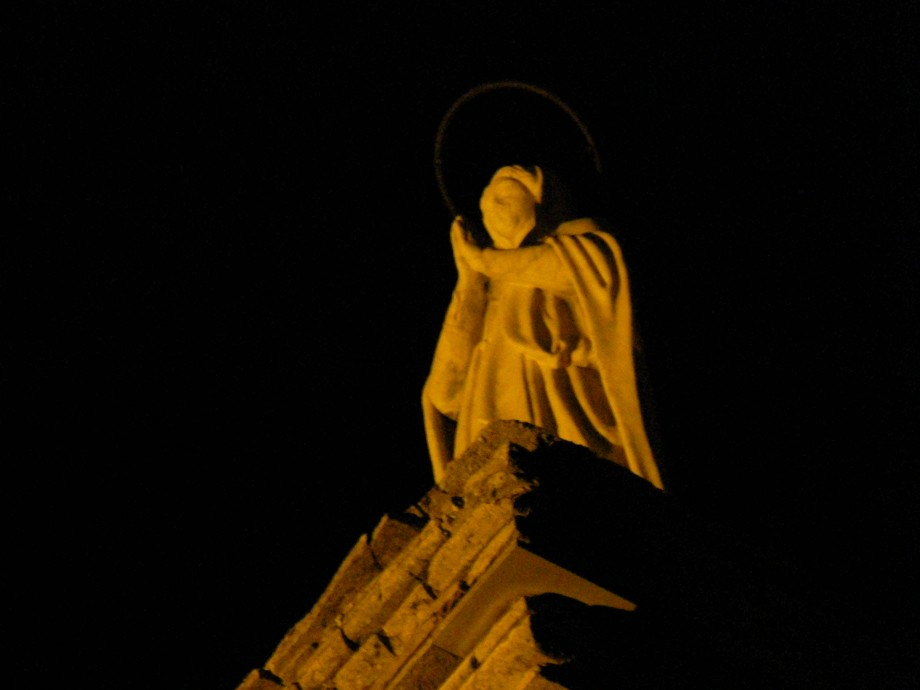
Statua sulla colonna di San Cristoforo

- Il Chiostro delle Clarisse: costituito da alcuni resti delle arcate del chiostro del monastero di San Giacinto (1667). Il convento si trovava nel quartiere Santa Croce nella zona sud-ovest, presso Porta Sant'Antonio. Il complesso fu fondato nel 1667 da don Giacinto Mariotti, che donò il fabbricato per ospitare le monache Clarisse, e venne intitolato a San Giacinto in onore del benefattore. Il convento, chiuso dopo l'Unità d'Italia, rimase tuttavia attivo fino al 1905, quando divenne sede della scuola elementare. Negli anni '60 il convento fu inspiegabilmente abbattuto e ricostruito daccapo sull'antico sito, come nuovo polo scolastico, lasciando parte dell'antico loggiato del chiostro interno.
- Chiesa della Cona: si trovava nel bivio per contrada San Marco, venendo da Lanciano per Atessa. Era una cappella modesta, demolita negli anni '70, con un quadro raffigurante il Crocifisso tra San Giovanni Minore e l'Addolorata, recuperato e traslato in un'altra chiesa di Atessa.
- Chiesa di San Nicola Vescovo: si trovava presso la porta omonima lungo il corso Vittorio Emanuele, nella zona attuale dell'Arco 'Ndriano. Un atto notarile del 1261 attesta che Pietro de Rubeis ebbe il permesso di erigere un ospedale degli infermi presso Porta Ripalta, ossia San Nicola. La chiesa era anche sede dell'omonima confraternita, e venne demolita intorno al 1799, quando venne chiusa.
- Chiesa di San Carlo: si trovava presso il convento delle Clarisse, e già non esisteva più alla fine dell'800, quando il sito fu occupato da case civili. Di fronte alla chiesa si trovava la casa del capitano Giacomo Caldora, che ospitò la Casa San Carlo per i Pii Operai, chiusa nel 1809.
- Chiesa di San Silvestro: sorgeva presso un colle sopra Piazzano, nelle vicinanze di Montemarcone. Citata già nel IX secolo nel Chronicon Farfense, era un punto di riferimento religioso per la valle del Sangro. In una visita del vescovo di Chieti nel 1840 la chiesa era descritta in rovina per incuria, e col tempo venne sostituita dalla nuova parrocchia di San Vincenzo Ferrer a Montemarcone

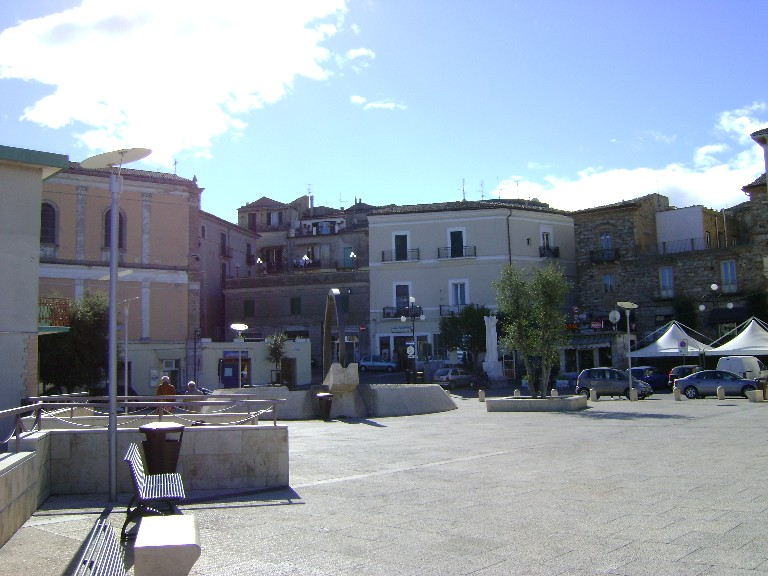
Piazza Oberdan, antica Piazza Fontana, dove si trovava la chiesa di San Lorenzo

- Chiesa di Santa Giusta: si trovava poco distante dalla chiesa di Sant'Antonio Abate, nel lato opposto della strada, nel XVIII secolo subì i danni di un terremoto e cadde in rovina. Dato che la chiesa era molto importante, sede di una confraternita, la vecchia chiesa di Santa Maria dei Raccomandati ospitò i paramenti sacri della chiesa e cambiò nome della parrocchia.
- Monastero di Santo Spirito: si trovava probabilmente nei pressi del monte della villa comunale, fondato da Roberto da Salle, discepolo di Pietro da Morrone, ospitante l'Ordine dei Celestini. Il monastero fu soppresso nel 1654 con bolla papale di Innocenzo X e cadde in rovina fino alla definitiva scomparsa.
- Chiesa di Santa Liberata: si trovava fuori dalle mura, presso la strada di Sant'Antonio. Venne riedificata su una preesistente struttura nel 1748 per interesse di Pompilio Maria Pirrotti, a spese comunali, dedicata alla Vergine dei Sette Dolori. Nella visita pastorale del 1840 si presentava in stato di abbandono, e venne demolita. Il reliquiario si conserva oggi nel convento di San Pasquale.
- Chiesa di San Cristoforo o dell'Ascensione: si trovava sul colle San Cristoforo, eretta per ringraziare il santo dai pochi morti durante la pestilenza del 1657. In una descrizione della curia, la chiesa era a pianta circolare, con 6 porte e la porta maggiore, frequentata dai fedeli per la vendita delle indulgenze, e per la festa dell'Ascensione (16 agosto). Insieme alla chiesa venne eretta la colonna a San Cristoforo. Durante i bombardamento del 1943 la chiesa rimase distrutta, e vi fu costruito negli anni successivi il parco giochi della villa.
- Chiesa di Santa Lucia: si trovava presso il Duomo, lungo via Roma, e i documenti la fanno risalire al Medioevo. Nel 1743, in una minuziosa descrizione, la chiesa era stata adibita a fornace di mattoni, nonché fonderia di campane. Successivamente venne distrutta.
- Chiesa di San Donato: era una chiesetta rurale, situata presso la chiesa di Santa Maria a Mare. Nel 1840 era descritta in stato di abbandono, fino all'abbattimento successivo.
- Chiesa di Santa Margherita: si trovava fuori dalla porta omonima, insieme con le chiese di San Luca e Sant'Andrea. Era una chiesa molto importante, sede dell'Opera di Santa Margherita per l'accoglienza dei pellegrini, e vi aveva sede la Compagnia di Sant'Andrea fondata nel 1522. Nel corso dei secoli successivi la chiesa cadde in degrado fino alla scomparsa totale.
- Chiesa di San Lorenzo: si trovava prezzo la porta omonima nell'attuale Piazza Guglielmo Oberdan, vicino alla chiesa dell'Addolorata. La chiesa fu chiusa nel 1771, e poi abbattuta per realizzare il Largo Fontana, con il mercato del pesce.
- Chiesa di Santa Maria: si trovava presso il castello, nel quartiere Santa Croce, di fronte al convento delle Clarisse, dunque ancora esistente nel XVIII secolo. Durante l'attuazione del piano regolatore nell'800 la chiesa fu demolita per allargare via salita Castello, e gli arredi vennero traslati nella chiesa della Madonna Immacolata della Cintura.

## Società

### Evoluzione demografica
Abitanti censiti

### Tradizioni e folclore

#### San Leucio

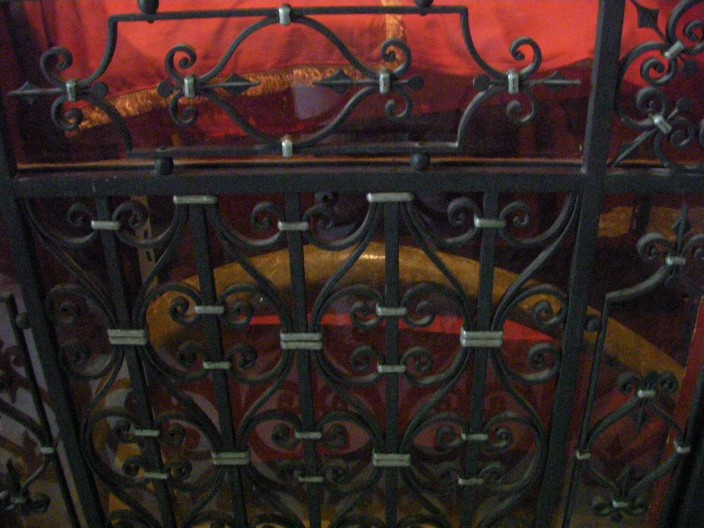
La costola del drago custodita nella teca della Cattedrale, dove vi era anche il tesoro della cattedrale prima che venisse saccheggiato

Le origini di Atessa si fanno risalire alla leggenda di San Leucio e di un gigantesco drago. Quest'ultimo sarebbe vissuto nel vallone di Rio Falco, che separava i due colli su cui sorgevano i nuclei abitativi di Ate e Tixa. Secondo la leggenda il drago seminava il terrore nella zona, tanto che neppure i lupi osavano frequentare i luoghi della sua dimora, ed esigeva dagli abitanti dei due paesi un tributo di carne umana per il suo pasto giornaliero, pena la devastazione degli abitati e il massacro della popolazione. Solo l'arrivo di Leucio, vescovo di Brindisi, pose fine al sacrificio di tante vite innocenti. Sorretto dalla forza della fede, il vescovo riuscì a uccidere la bestia e a portarla fuori dalla grotta in cui si rintanava. Le due città di Ate e Tixa furono così riunite in Atessa. Al popolo venne donato il sangue nero del drago per esorcizzare i mali e per curare le malattie. Del corpo della bestia, San Leucio lasciò solo un'enorme costola, che volle fosse conservata in eterno dentro una chiesa da edificare e intitolare a suo nome. In effetti, la cattedrale della città è intitolata proprio a San Leucio e vi si conserva una reliquia che la devozione popolare ritiene essere la costola del drago.
La festa patronale di San Leucio si celebra l'11 gennaio.

#### San Martino
Antichissime tradizioni e leggende si legano anche all'altro protettore di Atessa, San Martino abruzzese, nativo proprio di questa città. Secondo la leggenda Martino si fece frate e decise di andare a predicare in un piccolo convento a Fara San Martino. Tuttavia, in nome dell'amore che lo legava alla città di origine, il santo promise agli atessani bel tempo o piogge, secondo le necessità, se questi avessero invocato il suo nome con fede e avessero visitato ogni anno il suo romitorio, portandovi in oblazione una grande torcia di cera. Dopo aver benedetto il popolo con un ramoscello d'ulivo, San Martino salì velocemente sulle montagne verso Vallaspra, attraversando sterpaie e boschi, voltandosi altre due volte per benedire il popolo e la città. Il santo giunse infine in una grotta della Maiella, presso la sorgente del fiume Verde vicino a Fara San Martino, e lì morì. Gli atessani erano devoti e riconoscenti a Martino: per impetrare la grazia dei buoni raccolti e in ricordo del viaggio dell'eremita, tutti gli anni ripercorrevano a piedi l'itinerario del santo, soffermandosi a pregare nei luoghi stessi in cui San Martino si era voltato a benedire i suoi compaesani. Questa tradizione è detta della 'ntorcia (che vuol dire "torcia"). Essa è ancora oggi particolarmente sentita tra gli agricoltori, che ripercorrono l'antico itinerario a piedi o in autobus.

La tradizione di San Martino, legata al vino, si celebra l'11 novembre.

## Cultura

### Istruzione

#### Biblioteche
- Biblioteca Comunale "F. Cicchitti - Suriani".[senza fonte]

#### Scuole

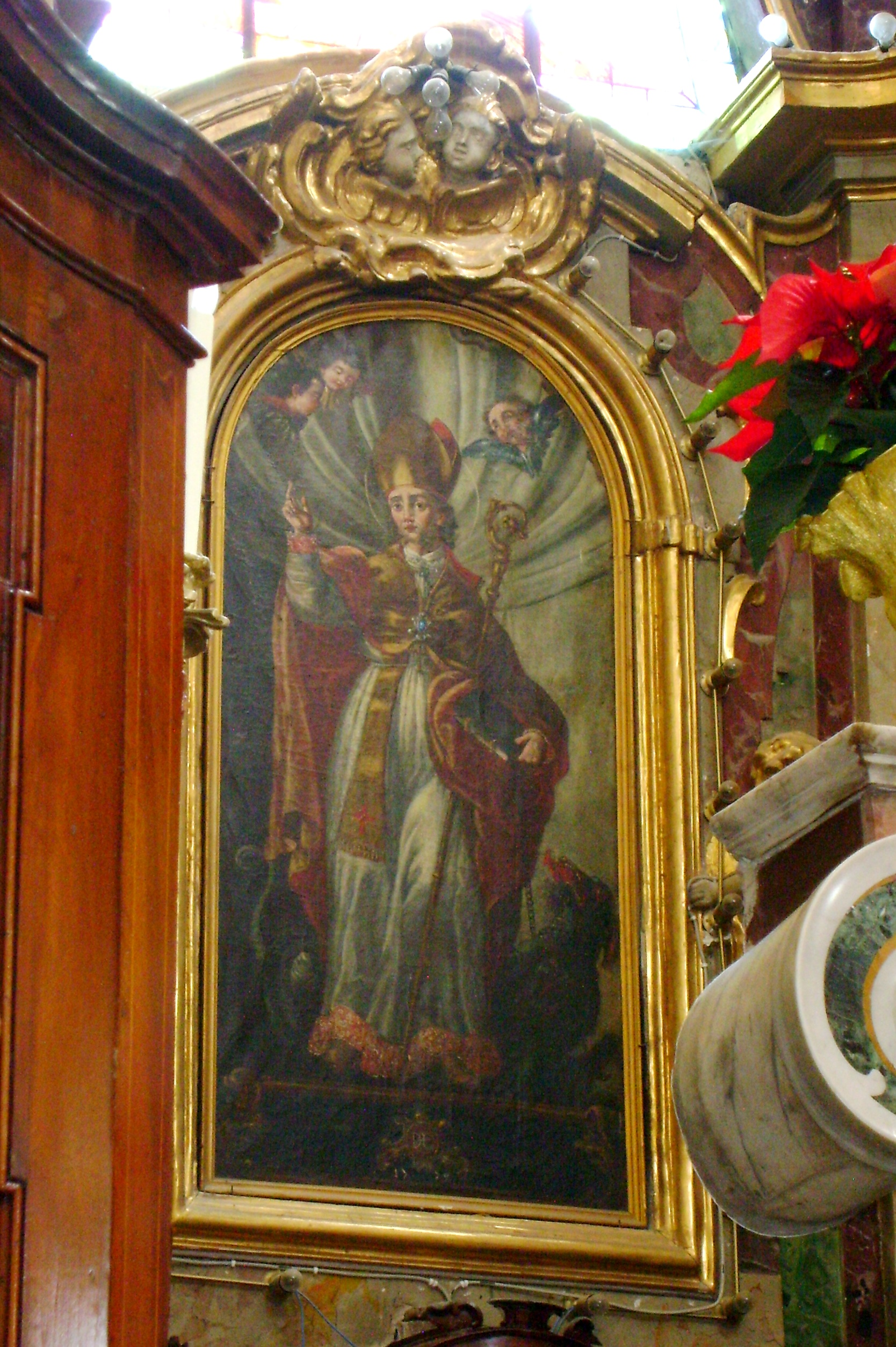
Dipinto di San Leucio d'Alessandria (nella Cattedrale), venerato nella metà d'agosto ad Atessa

Nel comune sono presenti i seguenti istituti secondari di secondo grado:
- Liceo Scientifico e Liceo Scientifico Scienze Applicate
- Istituto Tecnico Commerciale
- Istituto Professionale per i Servizi Socio Sanitari (dal 2013)

#### Musei
- Museo Sassu: pinacoteca artistica dedicata al pittore Aligi Sassu, presso il Palazzo Ferri in corso Vittorio Emanuele.
- Pinacoteca comunale G. Minale presso l'Auditorium Italia in piazza Garibaldi, inaugurata nel 2016.
- Mostra permanente "I colori dell'acqua", all'interno dell'ex chiesa di S.Pietro[23]
- Museo del presepio[24]

### Eventi[25]
- La manifestazione più antica si svolge dal 15 al 18 agosto. Essa costituisce una delle più attese festività della comunità atessana: consiste nella celebrazione dei santi Maria Assunta, Rocco, San Leucio ed Emidio, protettori della città, mediante una serie di spettacoli folcloristici e musicali.
- Una rassegna di musica jazz si svolge ogni anno in tre serate a metà luglio, nella piazza del Municipio: ne sono ospiti musicisti di fama nazionale e internazionale.
- Terza settimana di luglio: Rassegna nazionale di concerti bandistici.
- Tra luglio e agosto: Festival internazionale del folclore.
- Prima e ultima domenica di maggio: La Ntorcia (Cero portato fino a Fara San Martino con una marcia che può durare fino a 17 ore).
- Novembre/Marzo: Rassegna regionale di Teatro Comico Dialettale "Drago d'Oro" - Teatro Comunale "A. Di Iorio"[26].[Chiarire con fonti terze autorevoli la rilevanza "almeno nazionale" delle manifestazioni]

### Arte
La città di Atessa sin dal Medioevo ha risentito dell'influsso di numerose correnti artistiche sia nel campo pittori, architettonico e scultoreo. Nel XIV secolo l'architetto Francesco Petrini di Lanciano realizzò la facciata gotica del duomo di San Leucio, portando così nell'Abruzzo meridionale un valido esempio del gotico d'ispirazione francese borgognone. A cavallo tra Trecento e Quattrocento l'orafo Nicola da Guardiagrele lavorò ad Atessa per realizzare un prezioso ostensorio d'argento e un busto dorato di San Leucio, testimonianze del periodo abruzzese di transizione tra tardo-gotico e proto-rinascimento. Successivamente Atessa ebbe un nuovo rilancio artistico nel XVIII secolo, quando gran parte delle chiese cittadine vennero ristrutturate seguendo il modello del barocco napoletano.

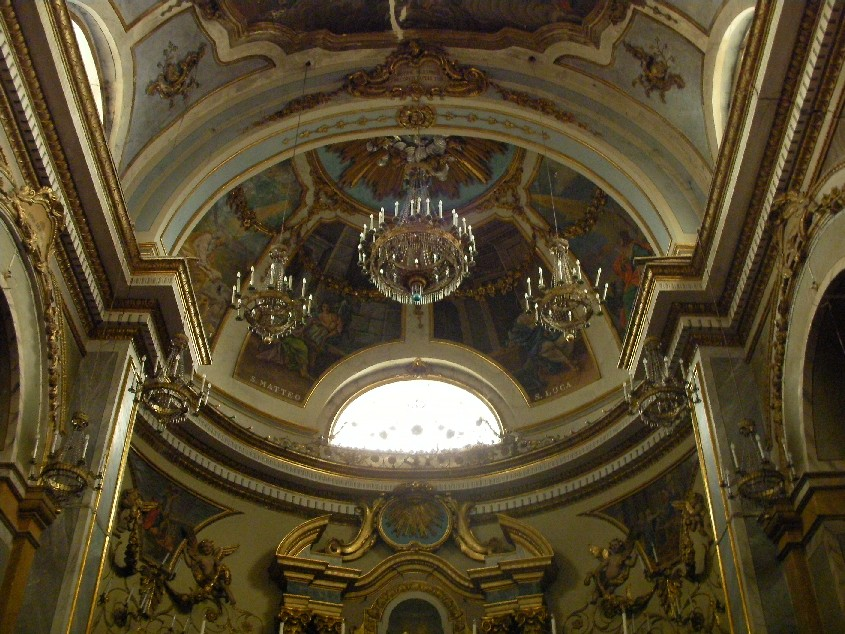
Abside barocca della chiesa di San Domenico

I maggiori contributi furono apportati alle chiese di San Leucio, San Michele, Madonna della Cintura, Santa Croce, San Domenico e al convento di San Pasquale. La partitura in stucchi di almeno due chiese di Atessa (San Domenico e San Leucio) venne realizzata intorno al 1601 da Tommaso Goutard Lombardo, mentre le pitture, d'ispirazione napoletana, furono realizzate in gran parte dall'atessano Giacomo Falcucci nella prima metà dell'800, come le scene dei "sacri misteri della chiesa di San Domenico (1853).
Nel corso del '900 l'arte atessana si è arricchita nel campo scultoreo, con le opere di Filippo Vieri, Tonino Santeusanio, Giò Pomodoro, Antonio Di Tommaso, artisti incentrati sulla conciliazione dei soggetti classici con le tecniche moderne di composizione delle opere. Tali opere sono esposte in festival locali, ma anche in maniera permanente nei punti nevralgici del centro storico, come sul corso Vittorio Emanuele.
Nel campo della scrittura vari furono i trattati di storia ed economia. Tra i più importanti trattatisti nell’800 ci fu padre Tommaso Bartoletti (1764-1847), priore della chiesa di San Michele, il quale ebbe contatti con la città di Napoli, e pubblicò gli “Annali della Città di Atessa”, importante opera di riferimento per la storia della città. Tra Ottocento e Novecento altri scrittori di spicco furono Domenico Ciampoli (1852-1929), autore di novelle abruzzesi a sfondo verista-naturalista, sulla scia delle opere di Giovanni Verga, imitato anche da Gabriele D'Annunzio e Giuseppe Mezzanotte. Altri autori furono Ambrogio e Gaetano Carabba, Evandro Marcolongo, Ettore Janni, Giuseppe Menotti de Francesco.
La città di Atessa inoltre ha una tradizione storica della lavorazione del presepe. Tale tradizione d'impronta artigiana, avviata nel XVIII secolo, è stata valorizzata dall'Associazione Nazionale "Amici del Presepio", la quale nella sezione distaccata di Atessa ha allestito una "mostra permanente" in piazza Oberdan, presso l'ex mercato coperto. La mostra offre un percorso con i pezzi d'arte migliori realizzati nel corso della storia della tradizione: all'inizio del museo c'è il presepe del convento di San Pasquale, esposto nel 2007 presso il museo dei Cavalieri di Colombo a New-Haven. La prima sala mostra un grande presepe che ripropone in plastico il centro storico di Atessa con i monumenti e i quartieri antichi. Al termine della prima sala ci sono altre riproduzioni quali il castello di Roccascalegna e una nicchia con i ricordi del compositore Antonio Di Jorio. La seconda sala mostra la Roma antica con delle scene dei Vangeli e della vita di Cristo, la terza sala è dedicata a vari presepi realizzati con diverso materiale per le tecniche contemporanee sperimentali.

### Musica
Il più celebre musicista atessano è Antonio Di Jorio, autore di varie composizioni in dialetto abruzzese, nonché di operette teatrali. Negli anni '60 musicò la tragedia de La figlia di Iorio di Gabriele D'Annunzio. Oggi ad Atessa esiste una compagnia musicale di banda a lui dedicata, che si esibisce per le particolari festività del paese.

### Cinema
Ad Atessa e nella Costa dei Trabocchi è stato girato e ambientato il film commedia Ambo (2014) di Pierluigi Di Lallo, con protagonisti Serena Autieri, Adriano Giannini e Maurizio Mattioli.

## Geografia antropica

### Urbanistica

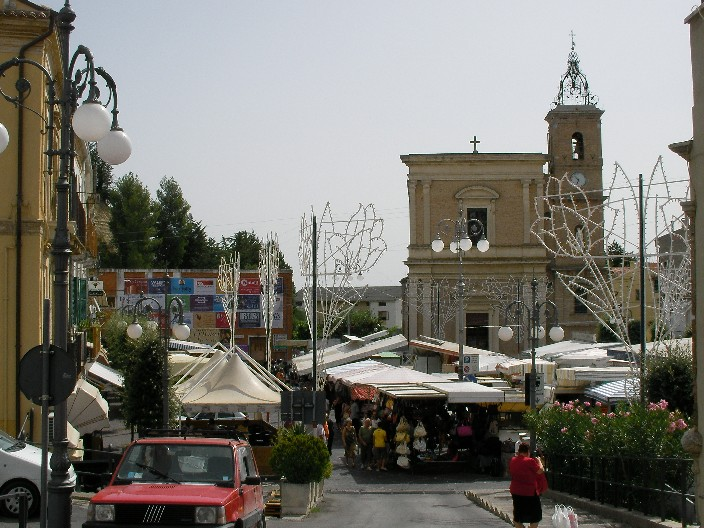
Piazza Garibaldi

Atessa possiede un vasto territorio, compreso nel nucleo storico del centro, e nella zona industriale della città. Il centro storico è frutto dell'unione dei due borghi longobardi di Ate - Tixia, e ha la forma di un'ellisse deforme a boomerang, la cui parte più antica dell'abitato, dove si trova la Cattedrale, mostra l'aspetto ellittico più marcato; mentre la zona del corso Vittorio Emanuele, che parte dall'esterno di piazza Oberdan, fuori dalle mura, ha l'aspetto di un cerchio appena schiacciato. La via principale del centro è il corso Vittorio Emanuele II, che porta fino a piazza Garibaldi, da dove parte la salita per la villa comunale sopra il colle San Cristoforo. Verso la cattedrale invece gli accessi principali sono via Salita Castello, via della Vittoria e la circonvallazione di via Menotti De Francesco.
Appena fuori dal paese medievale, si snoda e ventaglio la parte moderna della città, tra le strade di via Benedetto Croce, via Rimembranza e il viale Antonio Gramsci, dove si trova l'ospedale "San Camillo De Lellis".
Tuttavia la vera zona moderna e industriale si trova presso Piazzano e Montemarcone, due contrade al centro della piana del Sangro, prospicienti la zona industriale Saletti, dove ci sono le industrie Honda e Stellantis. Presso questa zona si concentra il settore della forza lavoro della Val di Sangro, mentre dal punto di vista imprenditoriale e artigianale, dove si trovano le piccole e medie imprese private di qualsiasi genere, Montemarcone è il territorio di maggior sviluppo economico dagli anni '60, inoltre luogo di rifornimento nel settore farmaceutico per l'ospedale di Atessa. Attualmente il settore imprenditoriale punta su un nuovo progetto di tessuto edilizio presso le contrade di Atessa, con la costruzione di condomini e ville private sul tracciato tra le frazioni di Montemarcone e Piazzano.

### Frazioni
| Frazioni inizianti per | Nome della frazione |
| ---------------------- | --- |
| A                      | Aia Santa Maria |
| B                      | Boragna Fontanelle, Boragna San Paolo |
| C                      | Campanelle, Capragrassa, Carapelle, Carriera, Casale, Castellano, Castelluccio, Ceripollo,Colle Comune, Colle d'Aglio, Colle delle Pietre, Colle Flocco, Colle Grilli, Colle Martinelli, Colle Palumbo, Colle Quarti, Colle Rotondo, Colle San Giovanni, Colle Sant'Angelo, Colle Santinella, Colle Santissimo, Cona, Coste Iadonato, Croce Pili |
| F                      | Fazzoli, Fontegrugnale, Fontesquatino, Forca di Iezzi, Forca di Lupo, Fornelli, |
| G                      | Giarrocco |
| I                      | Ianico |
| L                      | Lentisce |
| M                      | Mandorle, Mandrioli, Masciavò, Masseria Grande, Molinello, Montecalvo, Monte Marcone, Monte Pallano, Monte San Silvestro |
| O                      | Osento |
| P                      | Passo del Vasto, Passo Pincera, Piana Ciccarelli, Piana dei Monaci, Piana dell'Edera, Piana Fallascosa, Piana La Fara, Piana Matteo, Piana Osento, Piana Sant'Antonio, Piana Vacante, Pianello, Piazzano, Pietrascritta, Pili |
| Q                      | Querceto, Quercianera |
| R                      | Rigatella, Riguardata Scalella, Rocconi |
| S                      | Saletti, San Giacomo, San Luca, San Marco, Sant'Amico, San Tommaso, Satrino, Sciola, Scorciagallo, Siberia, Solagna Longa, Solagna Rigatella, Sterpari |
| V                      | Vallaspra, Varvaringi |

## Economia

### Settore primario
Il comune di Atessa, il più esteso della provincia di Chieti, conserva una buona vocazione agricola, specialmente nelle sue zone collinari. Le aree pianeggianti della Val di Sangro, invece, sono ormai occupate dagli insediamenti industriali. L’agricoltura ha subito una contrazione negli ultimi decenni, soprattutto a causa dell’industrializzazione che ha sottratto manodopera e reso meno conveniente la coltivazione delle terre marginali. Tuttavia, si continua a produrre vino (Atessa è parte del circuito delle Città del Vino), cereali e olio d’oliva.

### Settore secondario

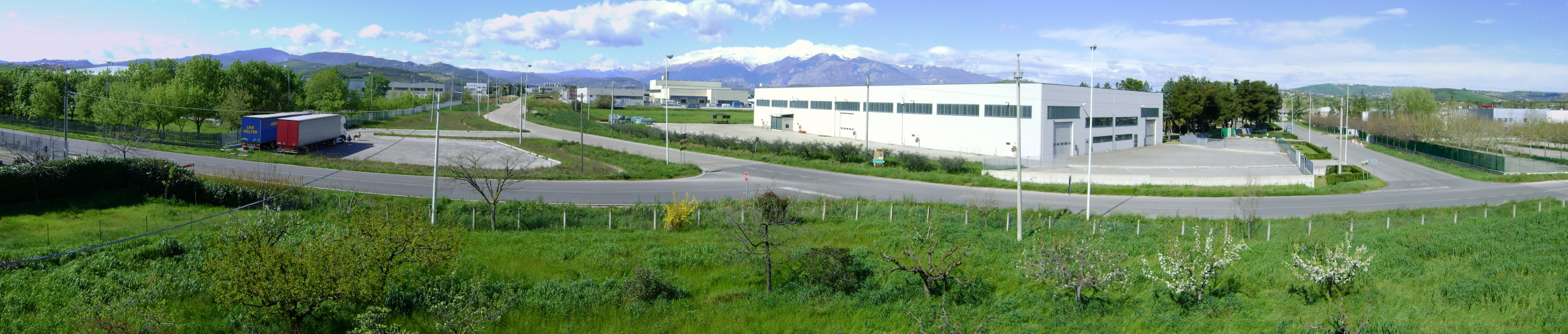
Stabilimenti industriali di contrada Saletti

La vera spina dorsale economica di Atessa è rappresentata dal settore industriale, sviluppatosi a partire dagli anni Settanta, che ha trasformato la cittadina da agricola e artigianale a centro manifatturiero moderno. La zona industriale di Saletti, nella Val di Sangro, è uno dei poli produttivi più importanti d’Abruzzo e dà lavoro non solo agli atessani ma anche a molti residenti dei paesi vicini.
Tra le aziende di maggiore rilievo c’è la Sevel Val di Sangro, il più grande stabilimento europeo per la produzione di veicoli commerciali leggeri, e la Honda, presente da anni sul territorio. Altri insediamenti significativi includono il gruppo Cornaglia, Hydro Alluminio (oggi Sapa S.p.A.), la C.U.S. Hydraulics e la Taumat. Un tempo era attiva anche la Honeywell, chiusa nel 2019 con la delocalizzazione in Slovacchia che ha lasciato a casa oltre 400 lavoratori.
Le principali risorse economiche della Val di Sangro si concentrano nella zona industriale di Atessa, nella frazione di Saletti. Con l'industrializzazione degli anni settanta e ottanta, la struttura economica e sociale cittadina passò dal tipo agricolo-artigianale a una dinamica società di tipo industriale. Fornisce lavoro a buona parte della popolazione dei paesi circostanti, fermando il drastico spopolamento e l'emigrazione verso altre nazioni dai paesi dell'entroterra. I principali insediamenti industriali sono rappresentati dallo stabilimento Sevel Val di Sangro, il più grande impianto di produzione di veicoli commerciali leggeri d'Europa, la Honda e gli stabilimenti del gruppo Cornaglia. 
Un tempo, fra i principali insediamenti della zona, c'era anche uno stabilimento Honeywell che venne chiuso nel 2019 al termine di una procedura di trasferimento in Slovacchia iniziata nel 2017 e costata il licenziamento di 420 lavoratori.

### Settore terziario
Il settore dei servizi ad Atessa ha visto negli ultimi anni una crescita nelle frazioni più dinamiche, come Montemarcone e Piazzano, che oggi rappresentano dei veri e propri poli commerciali. In particolare, Montemarcone ospita una vivace zona commerciale, con numerose attività e punti vendita al dettaglio.
Negli anni ’90, Atessa con il suo centro storico è stata inclusa nel progetto “Terre del Sangro Aventino” per la promozione turistica del territorio. La sua posizione geografica, tra il mare della Costa dei Trabocchi (Fossacesia Marina e Torino di Sangro) e la SS16/Fondovalle Sangro, la rende facilmente accessibile.

## Infrastrutture e trasporti

### Strade
- Autostrada A14: uscita "Val di Sangro".
- Strada statale 16 Adriatica: da Fossacesia Marina.
- Strada statale 652 Fondovalle Sangro: uscita Atessa-Lanciano / uscita Lanciano-Zona industriale Saletti

### Ferrovie
- Ferrovia Sangritana: stazione Fossacesia-Torino di Sangro-Archi, ultimata nel 2009, dopo la chiusura della vecchia Archi-Atessa nel 1973.

## Amministrazione

### Cronologia recenti amministrazioni
| Periodo          | Periodo          | Primo cittadino   | Partito                                                         | Carica  | Note          |
| ---------------- | ---------------- | ----------------- | --------------------------------------------------------------- | ------- | ------------- |
| 21 novembre 1993 | 16 novembre 1997 | Angelo Staniscia  | Partito Democratico della Sinistra                              | Sindaco | [ 30 ]        |
| 17 novembre 1997 | 27 maggio 2007   | Giuseppe Cellucci | L'Ulivo (1997-2002) Lista Civica di Centro-sinistra (2002-2007) | Sindaco | [ 31 ] [ 32 ] |
| 28 maggio 2007   | 11 giugno 2017   | Nicola Cicchitti  | Lista Civica di Centro-destra LiberAtessa                       | Sindaco | [ 33 ] [ 34 ] |
| 12 giugno 2017   | In carica        | Giulio Borrelli   | Lista Civica Uniti per Atessa                                   | Sindaco | [ 35 ]        |

### Altre informazioni amministrative
Il comune fa parte della comunità montana Valsangro

## Sport
Ad Atessa fino alla stagione 2008-2009 erano presenti due squadre di calcio: l'Atessa Calcio nata nel 1932 (fino al 1988 Ate-Tixa), che disputava il campionato regionale abruzzese di Eccellenza, e la Polisportiva Val di Sangro, nata nel 1961, che militava nel campionato di serie C2. Nel 2009 si sono fuse per dar vita all'Atessa Val di Sangro, cancellata dalla Lega Nazionale Dilettanti nel 2012.
A partire dalla stagione calcistica 2013-2014 le società iscritte a campionati della Figc sono l'Atessa Mario Tano, la Val Di Sangro, il Piazzano (fino al 2021) e la squadra Draghi San Luca, fondata nel 2015, tutte partecipanti a campionati dilettantistici regionali.
Nella località è presente la squadra di pallacanestro ASD Atessabasket.
Il principale impianto cittadino è lo stadio comunale di Montemarcone, nella località omonima, con una capienza di 2000 spettatori, mentre in città è presente lo stadio Fonte Cicero, dotato di 1500 posti.